# فهرست سیارک‌ها (۱۶۱۰۰۱–۱۶۲۰۰۱)
فهرست سیارک‌ها (۱۶۱۰۰۱ - ۱۶۲۰۰۱) فهرست سیارک‌ها از ۱۶۱۰۰۱ تا ۱۶۲۰۰۱ است.
| نام    | نام انگلیسی  | تاریخ کشف       |
| ------ | ------------ | --------------- |
| ۱۶۱۰۰۱ | 2002 CG310   | ۶ فوریه ۲۰۰۲    |
| ۱۶۱۰۰۲ | 2002 CQ314   | ۱۱ فوریه ۲۰۰۲   |
| ۱۶۱۰۰۳ | 2002 DA2     | ۱۹ فوریه ۲۰۰۲   |
| ۱۶۱۰۰۴ | 2002 DV3     | ۱۹ فوریه ۲۰۰۲   |
| ۱۶۱۰۰۵ | 2002 DV19    | ۱۶ فوریه ۲۰۰۲   |
| ۱۶۱۰۰۶ | 2002 EV2     | ۱۰ مارس ۲۰۰۲    |
| ۱۶۱۰۰۷ | 2002 EL32    | ۱۰ مارس ۲۰۰۲    |
| ۱۶۱۰۰۸ | 2002 EO40    | ۹ مارس ۲۰۰۲     |
| ۱۶۱۰۰۹ | 2002 EP41    | ۱۲ مارس ۲۰۰۲    |
| ۱۶۱۰۱۰ | 2002 EK46    | ۱۱ مارس ۲۰۰۲    |
| ۱۶۱۰۱۱ | 2002 EU47    | ۱۲ مارس ۲۰۰۲    |
| ۱۶۱۰۱۲ | 2002 EK65    | ۱۳ مارس ۲۰۰۲    |
| ۱۶۱۰۱۳ | 2002 EF74    | ۱۳ مارس ۲۰۰۲    |
| ۱۶۱۰۱۴ | 2002 ES80    | ۱۳ مارس ۲۰۰۲    |
| ۱۶۱۰۱۵ | 2002 EY86    | ۹ مارس ۲۰۰۲     |
| ۱۶۱۰۱۶ | 2002 EG92    | ۱۳ مارس ۲۰۰۲    |
| ۱۶۱۰۱۷ | 2002 EP106   | ۹ مارس ۲۰۰۲     |
| ۱۶۱۰۱۸ | 2002 EU107   | ۱۰ مارس ۲۰۰۲    |
| ۱۶۱۰۱۹ | 2002 EM115   | ۱۰ مارس ۲۰۰۲    |
| ۱۶۱۰۲۰ | 2002 EK158   | ۵ مارس ۲۰۰۲     |
| ۱۶۱۰۲۱ | 2002 EC161   | ۱۰ مارس ۲۰۰۲    |
| ۱۶۱۰۲۲ | 2002 EP161   | ۱۴ مارس ۲۰۰۲    |
| ۱۶۱۰۲۳ | 2002 FL2     | ۱۹ مارس ۲۰۰۲    |
| ۱۶۱۰۲۴ | 2002 FM7     | ۲۳ مارس ۲۰۰۲    |
| ۱۶۱۰۲۵ | 2002 FP11    | ۱۶ مارس ۲۰۰۲    |
| ۱۶۱۰۲۶ | 2002 FP32    | ۲۱ مارس ۲۰۰۲    |
| ۱۶۱۰۲۷ | 2002 FM38    | ۳۰ مارس ۲۰۰۲    |
| ۱۶۱۰۲۸ | 2002 GS7     | ۱۴ آوریل ۲۰۰۲   |
| ۱۶۱۰۲۹ | 2002 GJ42    | ۴ آوریل ۲۰۰۲    |
| ۱۶۱۰۳۰ | 2002 GR62    | ۸ آوریل ۲۰۰۲    |
| ۱۶۱۰۳۱ | 2002 GA65    | ۸ آوریل ۲۰۰۲    |
| ۱۶۱۰۳۲ | 2002 GP65    | ۸ آوریل ۲۰۰۲    |
| ۱۶۱۰۳۳ | 2002 GW84    | ۱۰ آوریل ۲۰۰۲   |
| ۱۶۱۰۳۴ | 2002 GT93    | ۹ آوریل ۲۰۰۲    |
| ۱۶۱۰۳۵ | 2002 GH95    | ۹ آوریل ۲۰۰۲    |
| ۱۶۱۰۳۶ | 2002 GL101   | ۱۰ آوریل ۲۰۰۲   |
| ۱۶۱۰۳۷ | 2002 GV104   | ۱۰ آوریل ۲۰۰۲   |
| ۱۶۱۰۳۸ | 2002 GJ109   | ۱۱ آوریل ۲۰۰۲   |
| ۱۶۱۰۳۹ | 2002 GY126   | ۱۲ آوریل ۲۰۰۲   |
| ۱۶۱۰۴۰ | 2002 GQ155   | ۱۳ آوریل ۲۰۰۲   |
| ۱۶۱۰۴۱ | 2002 GQ159   | ۱۴ آوریل ۲۰۰۲   |
| ۱۶۱۰۴۲ | 2002 GO162   | ۱۴ آوریل ۲۰۰۲   |
| ۱۶۱۰۴۳ | 2002 GL170   | ۹ آوریل ۲۰۰۲    |
| ۱۶۱۰۴۴ | 2002 GG181   | ۸ آوریل ۲۰۰۲    |
| ۱۶۱۰۴۵ | 2002 GB182   | ۱۴ آوریل ۲۰۰۲   |
| ۱۶۱۰۴۶ | 2002 HP3     | ۱۶ آوریل ۲۰۰۲   |
| ۱۶۱۰۴۷ | 2002 JK1     | ۳ مه ۲۰۰۲       |
| ۱۶۱۰۴۸ | 2002 JA6     | ۵ مه ۲۰۰۲       |
| ۱۶۱۰۴۹ | 2002 JV12    | ۸ مه ۲۰۰۲       |
| ۱۶۱۰۵۰ | 2002 JE15    | ۸ مه ۲۰۰۲       |
| ۱۶۱۰۵۱ | 2002 JW24    | ۸ مه ۲۰۰۲       |
| ۱۶۱۰۵۲ | 2002 JA29    | ۹ مه ۲۰۰۲       |
| ۱۶۱۰۵۳ | 2002 JO32    | ۹ مه ۲۰۰۲       |
| ۱۶۱۰۵۴ | 2002 JD44    | ۹ مه ۲۰۰۲       |
| ۱۶۱۰۵۵ | 2002 JV46    | ۹ مه ۲۰۰۲       |
| ۱۶۱۰۵۶ | 2002 JG53    | ۹ مه ۲۰۰۲       |
| ۱۶۱۰۵۷ | 2002 JL74    | ۹ مه ۲۰۰۲       |
| ۱۶۱۰۵۸ | 2002 JK78    | ۱۱ مه ۲۰۰۲      |
| ۱۶۱۰۵۹ | 2002 JE83    | ۱۱ مه ۲۰۰۲      |
| ۱۶۱۰۶۰ | 2002 JZ85    | ۱۱ مه ۲۰۰۲      |
| ۱۶۱۰۶۱ | 2002 JN99    | ۱۳ مه ۲۰۰۲      |
| ۱۶۱۰۶۲ | 2002 JY102   | ۹ مه ۲۰۰۲       |
| ۱۶۱۰۶۳ | 2002 JJ106   | ۱۵ مه ۲۰۰۲      |
| ۱۶۱۰۶۴ | 2002 JJ107   | ۱۱ مه ۲۰۰۲      |
| ۱۶۱۰۶۵ | 2002 JR143   | ۱۳ مه ۲۰۰۲      |
| ۱۶۱۰۶۶ | 2002 KB2     | ۱۶ مه ۲۰۰۲      |
| ۱۶۱۰۶۷ | 2002 KE9     | ۲۹ مه ۲۰۰۲      |
| ۱۶۱۰۶۸ | 2002 KY11    | ۱۷ مه ۲۰۰۲      |
| ۱۶۱۰۶۹ | 2002 LG8     | ۵ ژوئن ۲۰۰۲     |
| ۱۶۱۰۷۰ | 2002 LU14    | ۶ ژوئن ۲۰۰۲     |
| ۱۶۱۰۷۱ | 2002 LC25    | ۲ ژوئن ۲۰۰۲     |
| ۱۶۱۰۷۲ | 2002 LQ28    | ۹ ژوئن ۲۰۰۲     |
| ۱۶۱۰۷۳ | 2002 LH35    | ۱۲ ژوئن ۲۰۰۲    |
| ۱۶۱۰۷۴ | 2002 LR37    | ۱۲ ژوئن ۲۰۰۲    |
| ۱۶۱۰۷۵ | 2002 LR38    | ۶ ژوئن ۲۰۰۲     |
| ۱۶۱۰۷۶ | 2002 LY40    | ۱۰ ژوئن ۲۰۰۲    |
| ۱۶۱۰۷۷ | 2002 LB43    | ۱۰ ژوئن ۲۰۰۲    |
| ۱۶۱۰۷۸ | 2002 LE57    | ۱۰ ژوئن ۲۰۰۲    |
| ۱۶۱۰۷۹ | 2002 LP61    | ۱۴ ژوئن ۲۰۰۲    |
| ۱۶۱۰۸۰ | 2002 MC1     | ۱۹ ژوئن ۲۰۰۲    |
| ۱۶۱۰۸۱ | 2002 NR2     | ۵ ژوئیه ۲۰۰۲    |
| ۱۶۱۰۸۲ | 2002 NS8     | ۱ ژوئیه ۲۰۰۲    |
| ۱۶۱۰۸۳ | 2002 NU23    | ۹ ژوئیه ۲۰۰۲    |
| ۱۶۱۰۸۴ | 2002 NM64    | ۲ ژوئیه ۲۰۰۲    |
| ۱۶۱۰۸۵ | 2002 OR3     | ۱۷ ژوئیه ۲۰۰۲   |
| ۱۶۱۰۸۶ | 2002 OZ3     | ۱۷ ژوئیه ۲۰۰۲   |
| ۱۶۱۰۸۷ | 2002 OS8     | ۱۹ ژوئیه ۲۰۰۲   |
| ۱۶۱۰۸۸ | 2002 OJ10    | ۲۱ ژوئیه ۲۰۰۲   |
| ۱۶۱۰۸۹ | 2002 OY10    | ۲۲ ژوئیه ۲۰۰۲   |
| ۱۶۱۰۹۰ | 2002 ON13    | ۱۸ ژوئیه ۲۰۰۲   |
| ۱۶۱۰۹۱ | 2002 OR14    | ۱۸ ژوئیه ۲۰۰۲   |
| ۱۶۱۰۹۲ | 2002 OL28    | ۲۹ ژوئیه ۲۰۰۲   |
| ۱۶۱۰۹۳ | 2002 PH44    | ۵ اوت ۲۰۰۲      |
| ۱۶۱۰۹۴ | 2002 PS45    | ۹ اوت ۲۰۰۲      |
| ۱۶۱۰۹۵ | 2002 PL56    | ۹ اوت ۲۰۰۲      |
| ۱۶۱۰۹۶ | 2002 PP92    | ۱۴ اوت ۲۰۰۲     |
| ۱۶۱۰۹۷ | 2002 PP111   | ۱۴ اوت ۲۰۰۲     |
| ۱۶۱۰۹۸ | 2002 PS118   | ۱۳ اوت ۲۰۰۲     |
| ۱۶۱۰۹۹ | 2002 PN124   | ۱۳ اوت ۲۰۰۲     |
| ۱۶۱۱۰۰ | 2002 PQ124   | ۱۳ اوت ۲۰۰۲     |
| ۱۶۱۱۰۱ | 2002 PL154   | ۹ اوت ۲۰۰۲      |
| ۱۶۱۱۰۲ | 2002 PU165   | ۸ اوت ۲۰۰۲      |
| ۱۶۱۱۰۳ | 2002 PT169   | ۸ اوت ۲۰۰۲      |
| ۱۶۱۱۰۴ | 2002 PF174   | ۸ اوت ۲۰۰۲      |
| ۱۶۱۱۰۵ | 2002 QS7     | ۱۶ اوت ۲۰۰۲     |
| ۱۶۱۱۰۶ | 2002 QK14    | ۲۶ اوت ۲۰۰۲     |
| ۱۶۱۱۰۷ | 2002 QR16    | ۲۷ اوت ۲۰۰۲     |
| ۱۶۱۱۰۸ | 2002 QT27    | ۲۸ اوت ۲۰۰۲     |
| ۱۶۱۱۰۹ | 2002 QA46    | ۲۹ اوت ۲۰۰۲     |
| ۱۶۱۱۱۰ | 2002 QA54    | ۲۹ اوت ۲۰۰۲     |
| ۱۶۱۱۱۱ | 2002 QS56    | ۲۹ اوت ۲۰۰۲     |
| ۱۶۱۱۱۲ | 2002 QX57    | ۲۹ اوت ۲۰۰۲     |
| ۱۶۱۱۱۳ | 2002 QX98    | ۲۶ اوت ۲۰۰۲     |
| ۱۶۱۱۱۴ | 2002 RC2     | ۴ سپتامبر ۲۰۰۲  |
| ۱۶۱۱۱۵ | 2002 RL2     | ۴ سپتامبر ۲۰۰۲  |
| ۱۶۱۱۱۶ | 2002 RL5     | ۳ سپتامبر ۲۰۰۲  |
| ۱۶۱۱۱۷ | 2002 RO13    | ۴ سپتامبر ۲۰۰۲  |
| ۱۶۱۱۱۸ | 2002 RB17    | ۴ سپتامبر ۲۰۰۲  |
| ۱۶۱۱۱۹ | 2002 RK17    | ۴ سپتامبر ۲۰۰۲  |
| ۱۶۱۱۲۰ | 2002 RH18    | ۴ سپتامبر ۲۰۰۲  |
| ۱۶۱۱۲۱ | 2002 RZ18    | ۴ سپتامبر ۲۰۰۲  |
| ۱۶۱۱۲۲ | 2002 RH21    | ۴ سپتامبر ۲۰۰۲  |
| ۱۶۱۱۲۳ | 2002 RA37    | ۵ سپتامبر ۲۰۰۲  |
| ۱۶۱۱۲۴ | 2002 RH44    | ۵ سپتامبر ۲۰۰۲  |
| ۱۶۱۱۲۵ | 2002 RY58    | ۵ سپتامبر ۲۰۰۲  |
| ۱۶۱۱۲۶ | 2002 RH61    | ۵ سپتامبر ۲۰۰۲  |
| ۱۶۱۱۲۷ | 2002 RW68    | ۴ سپتامبر ۲۰۰۲  |
| ۱۶۱۱۲۸ | 2002 RG77    | ۵ سپتامبر ۲۰۰۲  |
| ۱۶۱۱۲۹ | 2002 RG80    | ۵ سپتامبر ۲۰۰۲  |
| ۱۶۱۱۳۰ | 2002 RL82    | ۵ سپتامبر ۲۰۰۲  |
| ۱۶۱۱۳۱ | 2002 RR87    | ۵ سپتامبر ۲۰۰۲  |
| ۱۶۱۱۳۲ | 2002 RK96    | ۵ سپتامبر ۲۰۰۲  |
| ۱۶۱۱۳۳ | 2002 RR108   | ۵ سپتامبر ۲۰۰۲  |
| ۱۶۱۱۳۴ | 2002 RJ111   | ۶ سپتامبر ۲۰۰۲  |
| ۱۶۱۱۳۵ | 2002 RB116   | ۶ سپتامبر ۲۰۰۲  |
| ۱۶۱۱۳۶ | 2002 RT117   | ۱ سپتامبر ۲۰۰۲  |
| ۱۶۱۱۳۷ | 2002 RN136   | ۱۱ سپتامبر ۲۰۰۲ |
| ۱۶۱۱۳۸ | 2002 RD138   | ۱۳ سپتامبر ۲۰۰۲ |
| ۱۶۱۱۳۹ | 2002 RJ150   | ۱۱ سپتامبر ۲۰۰۲ |
| ۱۶۱۱۴۰ | 2002 RA152   | ۱۲ سپتامبر ۲۰۰۲ |
| ۱۶۱۱۴۱ | 2002 RD152   | ۱۲ سپتامبر ۲۰۰۲ |
| ۱۶۱۱۴۲ | 2002 RG152   | ۱۲ سپتامبر ۲۰۰۲ |
| ۱۶۱۱۴۳ | 2002 RR161   | ۱۲ سپتامبر ۲۰۰۲ |
| ۱۶۱۱۴۴ | 2002 RL202   | ۱۳ سپتامبر ۲۰۰۲ |
| ۱۶۱۱۴۵ | 2002 RA204   | ۱۴ سپتامبر ۲۰۰۲ |
| ۱۶۱۱۴۶ | 2002 RH245   | ۱۵ سپتامبر ۲۰۰۲ |
| ۱۶۱۱۴۷ | 2002 RW254   | ۱۴ سپتامبر ۲۰۰۲ |
| ۱۶۱۱۴۸ | 2002 SN15    | ۲۷ سپتامبر ۲۰۰۲ |
| ۱۶۱۱۴۹ | 2002 SA20    | ۲۶ سپتامبر ۲۰۰۲ |
| ۱۶۱۱۵۰ | 2002 SL25    | ۲۸ سپتامبر ۲۰۰۲ |
| ۱۶۱۱۵۱ | 2002 SH27    | ۲۹ سپتامبر ۲۰۰۲ |
| ۱۶۱۱۵۲ | 2002 SR28    | ۲۷ سپتامبر ۲۰۰۲ |
| ۱۶۱۱۵۳ | 2002 SF30    | ۲۸ سپتامبر ۲۰۰۲ |
| ۱۶۱۱۵۴ | 2002 SV36    | ۲۹ سپتامبر ۲۰۰۲ |
| ۱۶۱۱۵۵ | 2002 SY36    | ۲۹ سپتامبر ۲۰۰۲ |
| ۱۶۱۱۵۶ | 2002 SZ37    | ۳۰ سپتامبر ۲۰۰۲ |
| ۱۶۱۱۵۷ | 2002 SJ39    | ۳۰ سپتامبر ۲۰۰۲ |
| ۱۶۱۱۵۸ | 2002 ST52    | ۱۸ سپتامبر ۲۰۰۲ |
| ۱۶۱۱۵۹ | 2002 SH57    | ۳۰ سپتامبر ۲۰۰۲ |
| ۱۶۱۱۶۰ | 2002 SZ66    | ۳۰ سپتامبر ۲۰۰۲ |
| ۱۶۱۱۶۰ | 2002 TX      | ۱ اکتبر ۲۰۰۲    |
| ۱۶۱۱۶۲ | 2002 TH1     | ۱ اکتبر ۲۰۰۲    |
| ۱۶۱۱۶۳ | 2002 TZ1     | ۱ اکتبر ۲۰۰۲    |
| ۱۶۱۱۶۴ | 2002 TE9     | ۱ اکتبر ۲۰۰۲    |
| ۱۶۱۱۶۵ | 2002 TH17    | ۲ اکتبر ۲۰۰۲    |
| ۱۶۱۱۶۶ | 2002 TD24    | ۲ اکتبر ۲۰۰۲    |
| ۱۶۱۱۶۷ | 2002 TP26    | ۲ اکتبر ۲۰۰۲    |
| ۱۶۱۱۶۸ | 2002 TQ33    | ۲ اکتبر ۲۰۰۲    |
| ۱۶۱۱۶۹ | 2002 TY38    | ۲ اکتبر ۲۰۰۲    |
| ۱۶۱۱۷۰ | 2002 TX47    | ۲ اکتبر ۲۰۰۲    |
| ۱۶۱۱۷۱ | 2002 TY52    | ۲ اکتبر ۲۰۰۲    |
| ۱۶۱۱۷۲ | 2002 TH55    | ۲ اکتبر ۲۰۰۲    |
| ۱۶۱۱۷۳ | 2002 TW62    | ۳ اکتبر ۲۰۰۲    |
| ۱۶۱۱۷۴ | 2002 TD68    | ۷ اکتبر ۲۰۰۲    |
| ۱۶۱۱۷۵ | 2002 TX70    | ۳ اکتبر ۲۰۰۲    |
| ۱۶۱۱۷۶ | 2002 TT75    | ۱ اکتبر ۲۰۰۲    |
| ۱۶۱۱۷۷ | 2002 TS89    | ۳ اکتبر ۲۰۰۲    |
| ۱۶۱۱۷۸ | 2002 TM99    | ۴ اکتبر ۲۰۰۲    |
| ۱۶۱۱۷۹ | 2002 TQ100   | ۴ اکتبر ۲۰۰۲    |
| ۱۶۱۱۸۰ | 2002 TO105   | ۴ اکتبر ۲۰۰۲    |
| ۱۶۱۱۸۱ | 2002 TH110   | ۲ اکتبر ۲۰۰۲    |
| ۱۶۱۱۸۲ | 2002 TO120   | ۳ اکتبر ۲۰۰۲    |
| ۱۶۱۱۸۳ | 2002 TV122   | ۴ اکتبر ۲۰۰۲    |
| ۱۶۱۱۸۴ | 2002 TL126   | ۴ اکتبر ۲۰۰۲    |
| ۱۶۱۱۸۵ | 2002 TZ127   | ۴ اکتبر ۲۰۰۲    |
| ۱۶۱۱۸۶ | 2002 TW135   | ۴ اکتبر ۲۰۰۲    |
| ۱۶۱۱۸۷ | 2002 TD139   | ۴ اکتبر ۲۰۰۲    |
| ۱۶۱۱۸۸ | 2002 TA157   | ۵ اکتبر ۲۰۰۲    |
| ۱۶۱۱۸۹ | 2002 TU179   | ۱۳ اکتبر ۲۰۰۲   |
| ۱۶۱۱۹۰ | 2002 TW180   | ۱۴ اکتبر ۲۰۰۲   |
| ۱۶۱۱۹۱ | 2002 TZ183   | ۴ اکتبر ۲۰۰۲    |
| ۱۶۱۱۹۲ | 2002 TN196   | ۴ اکتبر ۲۰۰۲    |
| ۱۶۱۱۹۳ | 2002 TG199   | ۶ اکتبر ۲۰۰۲    |
| ۱۶۱۱۹۴ | 2002 TS206   | ۴ اکتبر ۲۰۰۲    |
| ۱۶۱۱۹۵ | 2002 TS227   | ۸ اکتبر ۲۰۰۲    |
| ۱۶۱۱۹۶ | 2002 TN229   | ۹ اکتبر ۲۰۰۲    |
| ۱۶۱۱۹۷ | 2002 TU231   | ۸ اکتبر ۲۰۰۲    |
| ۱۶۱۱۹۸ | 2002 TB237   | ۶ اکتبر ۲۰۰۲    |
| ۱۶۱۱۹۹ | 2002 TA245   | ۷ اکتبر ۲۰۰۲    |
| ۱۶۱۲۰۰ | 2002 TO254   | ۹ اکتبر ۲۰۰۲    |
| ۱۶۱۲۰۱ | 2002 TT254   | ۹ اکتبر ۲۰۰۲    |
| ۱۶۱۲۰۲ | 2002 TN257   | ۹ اکتبر ۲۰۰۲    |
| ۱۶۱۲۰۳ | 2002 TT269   | ۹ اکتبر ۲۰۰۲    |
| ۱۶۱۲۰۴ | 2002 TK270   | ۹ اکتبر ۲۰۰۲    |
| ۱۶۱۲۰۵ | 2002 TA271   | ۹ اکتبر ۲۰۰۲    |
| ۱۶۱۲۰۶ | 2002 TG292   | ۱۰ اکتبر ۲۰۰۲   |
| ۱۶۱۲۰۷ | 2002 TW305   | ۴ اکتبر ۲۰۰۲    |
| ۱۶۱۲۰۸ | 2002 UQ5     | ۲۸ اکتبر ۲۰۰۲   |
| ۱۶۱۲۰۹ | 2002 UW5     | ۲۸ اکتبر ۲۰۰۲   |
| ۱۶۱۲۱۰ | 2002 UG6     | ۲۸ اکتبر ۲۰۰۲   |
| ۱۶۱۲۱۱ | 2002 UA7     | ۲۸ اکتبر ۲۰۰۲   |
| ۱۶۱۲۱۲ | 2002 UE19    | ۳۰ اکتبر ۲۰۰۲   |
| ۱۶۱۲۱۳ | 2002 UK31    | ۳۰ اکتبر ۲۰۰۲   |
| ۱۶۱۲۱۴ | 2002 UU47    | ۳۱ اکتبر ۲۰۰۲   |
| ۱۶۱۲۱۵ | 2002 UL66    | ۳۰ اکتبر ۲۰۰۲   |
| ۱۶۱۲۱۶ | 2002 VR6     | ۱ نوامبر ۲۰۰۲   |
| ۱۶۱۲۱۷ | 2002 VS54    | ۶ نوامبر ۲۰۰۲   |
| ۱۶۱۲۱۸ | 2002 VD85    | ۱۰ نوامبر ۲۰۰۲  |
| ۱۶۱۲۱۹ | 2002 VW138   | ۱۴ نوامبر ۲۰۰۲  |
| ۱۶۱۲۲۰ | 2002 WH17    | ۲۹ نوامبر ۲۰۰۲  |
| ۱۶۱۲۲۱ | 2002 XJ1     | ۱ دسامبر ۲۰۰۲   |
| ۱۶۱۲۲۲ | 2002 XO5     | ۱ دسامبر ۲۰۰۲   |
| ۱۶۱۲۲۳ | 2002 XG20    | ۲ دسامبر ۲۰۰۲   |
| ۱۶۱۲۲۴ | 2002 XP44    | ۷ دسامبر ۲۰۰۲   |
| ۱۶۱۲۲۵ | 2002 XN56    | ۱۰ دسامبر ۲۰۰۲  |
| ۱۶۱۲۲۶ | 2002 XC63    | ۱۱ دسامبر ۲۰۰۲  |
| ۱۶۱۲۲۷ | 2002 XO68    | ۱۲ دسامبر ۲۰۰۲  |
| ۱۶۱۲۲۸ | 2002 XF70    | ۱۰ دسامبر ۲۰۰۲  |
| ۱۶۱۲۲۹ | 2002 XK71    | ۱۰ دسامبر ۲۰۰۲  |
| ۱۶۱۲۳۰ | 2002 XO90    | ۱۳ دسامبر ۲۰۰۲  |
| ۱۶۱۲۳۱ | 2002 XD108   | ۶ دسامبر ۲۰۰۲   |
| ۱۶۱۲۳۲ | 2002 YG18    | ۳۱ دسامبر ۲۰۰۲  |
| ۱۶۱۲۳۳ | 2003 AS2     | ۲ ژانویه ۲۰۰۳   |
| ۱۶۱۲۳۴ | 2003 AB9     | ۳ ژانویه ۲۰۰۳   |
| ۱۶۱۲۳۵ | 2003 AV14    | ۲ ژانویه ۲۰۰۳   |
| ۱۶۱۲۳۶ | 2003 AK29    | ۴ ژانویه ۲۰۰۳   |
| ۱۶۱۲۳۷ | 2003 AT36    | ۷ ژانویه ۲۰۰۳   |
| ۱۶۱۲۳۸ | 2003 AC65    | ۷ ژانویه ۲۰۰۳   |
| ۱۶۱۲۳۹ | 2003 AP69    | ۸ ژانویه ۲۰۰۳   |
| ۱۶۱۲۴۰ | 2003 BK9     | ۲۶ ژانویه ۲۰۰۳  |
| ۱۶۱۲۴۱ | 2003 BE12    | ۲۶ ژانویه ۲۰۰۳  |
| ۱۶۱۲۴۲ | 2003 BK13    | ۲۶ ژانویه ۲۰۰۳  |
| ۱۶۱۲۴۳ | 2003 BX16    | ۲۶ ژانویه ۲۰۰۳  |
| ۱۶۱۲۴۴ | 2003 BP31    | ۲۷ ژانویه ۲۰۰۳  |
| ۱۶۱۲۴۵ | 2003 BH74    | ۲۹ ژانویه ۲۰۰۳  |
| ۱۶۱۲۴۶ | 2003 BJ78    | ۳۱ ژانویه ۲۰۰۳  |
| ۱۶۱۲۴۷ | 2003 BM84    | ۳۰ ژانویه ۲۰۰۳  |
| ۱۶۱۲۴۸ | 2003 CQ17    | ۶ فوریه ۲۰۰۳    |
| ۱۶۱۲۴۹ | 2003 DA4     | ۲۲ فوریه ۲۰۰۳   |
| ۱۶۱۲۵۰ | 2003 EL20    | ۶ مارس ۲۰۰۳     |
| ۱۶۱۲۵۱ | 2003 EQ23    | ۶ مارس ۲۰۰۳     |
| ۱۶۱۲۵۲ | 2003 EC28    | ۶ مارس ۲۰۰۳     |
| ۱۶۱۲۵۳ | 2003 EO37    | ۸ مارس ۲۰۰۳     |
| ۱۶۱۲۵۴ | 2003 EH41    | ۹ مارس ۲۰۰۳     |
| ۱۶۱۲۵۵ | 2003 EO47    | ۹ مارس ۲۰۰۳     |
| ۱۶۱۲۵۶ | 2003 EP53    | ۹ مارس ۲۰۰۳     |
| ۱۶۱۲۵۷ | 2003 FD2     | ۲۳ مارس ۲۰۰۳    |
| ۱۶۱۲۵۸ | 2003 FM5     | ۲۶ مارس ۲۰۰۳    |
| ۱۶۱۲۵۹ | 2003 FN6     | ۲۶ مارس ۲۰۰۳    |
| ۱۶۱۲۶۰ | 2003 FU16    | ۲۳ مارس ۲۰۰۳    |
| ۱۶۱۲۶۱ | 2003 FS26    | ۲۴ مارس ۲۰۰۳    |
| ۱۶۱۲۶۲ | 2003 FQ28    | ۲۴ مارس ۲۰۰۳    |
| ۱۶۱۲۶۳ | 2003 FQ31    | ۲۳ مارس ۲۰۰۳    |
| ۱۶۱۲۶۴ | 2003 FQ42    | ۲۳ مارس ۲۰۰۳    |
| ۱۶۱۲۶۵ | 2003 FR46    | ۲۴ مارس ۲۰۰۳    |
| ۱۶۱۲۶۶ | 2003 FG50    | ۲۴ مارس ۲۰۰۳    |
| ۱۶۱۲۶۷ | 2003 FD54    | ۲۵ مارس ۲۰۰۳    |
| ۱۶۱۲۶۸ | 2003 FJ61    | ۲۶ مارس ۲۰۰۳    |
| ۱۶۱۲۶۹ | 2003 FM66    | ۲۶ مارس ۲۰۰۳    |
| ۱۶۱۲۷۰ | 2003 FV66    | ۲۶ مارس ۲۰۰۳    |
| ۱۶۱۲۷۱ | 2003 FK73    | ۲۶ مارس ۲۰۰۳    |
| ۱۶۱۲۷۲ | 2003 FD83    | ۲۷ مارس ۲۰۰۳    |
| ۱۶۱۲۷۳ | 2003 FL83    | ۲۷ مارس ۲۰۰۳    |
| ۱۶۱۲۷۴ | 2003 FT84    | ۲۸ مارس ۲۰۰۳    |
| ۱۶۱۲۷۵ | 2003 FU99    | ۳۱ مارس ۲۰۰۳    |
| ۱۶۱۲۷۶ | 2003 FD107   | ۳۰ مارس ۲۰۰۳    |
| ۱۶۱۲۷۷ | 2003 FR117   | ۲۵ مارس ۲۰۰۳    |
| ۱۶۱۲۷۸ | Cesarmendoza | ۲۴ مارس ۲۰۰۳    |
| ۱۶۱۲۷۹ | 2003 FB131   | ۲۲ مارس ۲۰۰۳    |
| ۱۶۱۲۸۰ | 2003 GP4     | ۱ آوریل ۲۰۰۳    |
| ۱۶۱۲۸۱ | 2003 GH14    | ۱ آوریل ۲۰۰۳    |
| ۱۶۱۲۸۲ | 2003 GE18    | ۴ آوریل ۲۰۰۳    |
| ۱۶۱۲۸۳ | 2003 GE35    | ۸ آوریل ۲۰۰۳    |
| ۱۶۱۲۸۴ | 2003 GL43    | ۹ آوریل ۲۰۰۳    |
| ۱۶۱۲۸۵ | 2003 HU11    | ۲۵ آوریل ۲۰۰۳   |
| ۱۶۱۲۸۶ | 2003 HZ19    | ۲۶ آوریل ۲۰۰۳   |
| ۱۶۱۲۸۷ | 2003 HN20    | ۲۴ آوریل ۲۰۰۳   |
| ۱۶۱۲۸۸ | 2003 HQ22    | ۲۴ آوریل ۲۰۰۳   |
| ۱۶۱۲۸۹ | 2003 HK23    | ۲۵ آوریل ۲۰۰۳   |
| ۱۶۱۲۹۰ | 2003 HU28    | ۲۶ آوریل ۲۰۰۳   |
| ۱۶۱۲۹۱ | 2003 HV29    | ۲۸ آوریل ۲۰۰۳   |
| ۱۶۱۲۹۲ | 2003 HV44    | ۲۸ آوریل ۲۰۰۳   |
| ۱۶۱۲۹۳ | 2003 HR46    | ۲۸ آوریل ۲۰۰۳   |
| ۱۶۱۲۹۴ | 2003 JH14    | ۸ مه ۲۰۰۳       |
| ۱۶۱۲۹۵ | 2003 JF16    | ۶ مه ۲۰۰۳       |
| ۱۶۱۲۹۶ | 2003 KO3     | ۲۳ مه ۲۰۰۳      |
| ۱۶۱۲۹۷ | 2003 KG33    | ۲۷ مه ۲۰۰۳      |
| ۱۶۱۲۹۸ | 2003 LN4     | ۴ ژوئن ۲۰۰۳     |
| ۱۶۱۲۹۹ | 2003 LR4     | ۵ ژوئن ۲۰۰۳     |
| ۱۶۱۳۰۰ | 2003 LJ5     | ۶ ژوئن ۲۰۰۳     |
| ۱۶۱۳۰۱ | 2003 MH1     | ۲۲ ژوئن ۲۰۰۳    |
| ۱۶۱۳۰۲ | 2003 NK2     | ۳ ژوئیه ۲۰۰۳    |
| ۱۶۱۳۰۳ | 2003 NT6     | ۶ ژوئیه ۲۰۰۳    |
| ۱۶۱۳۰۴ | 2003 NQ9     | ۳ ژوئیه ۲۰۰۳    |
| ۱۶۱۳۰۵ | 2003 OQ1     | ۲۱ ژوئیه ۲۰۰۳   |
| ۱۶۱۳۰۶ | 2003 OB2     | ۲۲ ژوئیه ۲۰۰۳   |
| ۱۶۱۳۰۷ | 2003 OR2     | ۲۲ ژوئیه ۲۰۰۳   |
| ۱۶۱۳۰۸ | 2003 OU20    | ۳۱ ژوئیه ۲۰۰۳   |
| ۱۶۱۳۰۹ | 2003 OC22    | ۲۹ ژوئیه ۲۰۰۳   |
| ۱۶۱۳۱۰ | 2003 OE28    | ۲۴ ژوئیه ۲۰۰۳   |
| ۱۶۱۳۱۱ | 2003 OY28    | ۲۴ ژوئیه ۲۰۰۳   |
| ۱۶۱۳۱۲ | 2003 OY30    | ۳۰ ژوئیه ۲۰۰۳   |
| ۱۶۱۳۱۳ | 2003 PZ10    | ۴ اوت ۲۰۰۳      |
| ۱۶۱۳۱۴ | 2003 QQ3     | ۱۷ اوت ۲۰۰۳     |
| ۱۶۱۳۱۵ | 2003 QS5     | ۱۹ اوت ۲۰۰۳     |
| ۱۶۱۳۱۶ | 2003 QH6     | ۱۸ اوت ۲۰۰۳     |
| ۱۶۱۳۱۷ | 2003 QQ15    | ۲۰ اوت ۲۰۰۳     |
| ۱۶۱۳۱۸ | 2003 QB18    | ۲۲ اوت ۲۰۰۳     |
| ۱۶۱۳۱۹ | 2003 QJ28    | ۲۱ اوت ۲۰۰۳     |
| ۱۶۱۳۲۰ | 2003 QE33    | ۲۲ اوت ۲۰۰۳     |
| ۱۶۱۳۲۱ | 2003 QR33    | ۲۲ اوت ۲۰۰۳     |
| ۱۶۱۳۲۲ | 2003 QZ33    | ۲۲ اوت ۲۰۰۳     |
| ۱۶۱۳۲۳ | 2003 QF39    | ۲۲ اوت ۲۰۰۳     |
| ۱۶۱۳۲۴ | 2003 QE41    | ۲۲ اوت ۲۰۰۳     |
| ۱۶۱۳۲۵ | 2003 QZ49    | ۲۲ اوت ۲۰۰۳     |
| ۱۶۱۳۲۶ | 2003 QC60    | ۲۳ اوت ۲۰۰۳     |
| ۱۶۱۳۲۷ | 2003 QS63    | ۲۳ اوت ۲۰۰۳     |
| ۱۶۱۳۲۸ | 2003 QV66    | ۲۲ اوت ۲۰۰۳     |
| ۱۶۱۳۲۹ | 2003 QO72    | ۲۳ اوت ۲۰۰۳     |
| ۱۶۱۳۳۰ | 2003 QY79    | ۲۶ اوت ۲۰۰۳     |
| ۱۶۱۳۳۱ | 2003 QA90    | ۲۵ اوت ۲۰۰۳     |
| ۱۶۱۳۳۲ | 2003 QX93    | ۲۸ اوت ۲۰۰۳     |
| ۱۶۱۳۳۳ | 2003 QR99    | ۲۸ اوت ۲۰۰۳     |
| ۱۶۱۳۳۴ | 2003 QY103   | ۳۱ اوت ۲۰۰۳     |
| ۱۶۱۳۳۵ | 2003 QQ114   | ۲۴ اوت ۲۰۰۳     |
| ۱۶۱۳۳۶ | 2003 RQ1     | ۲ سپتامبر ۲۰۰۳  |
| ۱۶۱۳۳۷ | 2003 RB22    | ۱۴ سپتامبر ۲۰۰۳ |
| ۱۶۱۳۳۸ | 2003 SC4     | ۱۶ سپتامبر ۲۰۰۳ |
| ۱۶۱۳۳۹ | 2003 SL22    | ۱۶ سپتامبر ۲۰۰۳ |
| ۱۶۱۳۴۰ | 2003 SK37    | ۱۶ سپتامبر ۲۰۰۳ |
| ۱۶۱۳۴۱ | 2003 SM41    | ۱۷ سپتامبر ۲۰۰۳ |
| ۱۶۱۳۴۲ | 2003 SQ44    | ۱۶ سپتامبر ۲۰۰۳ |
| ۱۶۱۳۴۳ | 2003 SL62    | ۱۷ سپتامبر ۲۰۰۳ |
| ۱۶۱۳۴۴ | 2003 SU64    | ۱۸ سپتامبر ۲۰۰۳ |
| ۱۶۱۳۴۵ | 2003 SX64    | ۱۸ سپتامبر ۲۰۰۳ |
| ۱۶۱۳۴۶ | 2003 SG89    | ۱۸ سپتامبر ۲۰۰۳ |
| ۱۶۱۳۴۷ | 2003 SP94    | ۱۹ سپتامبر ۲۰۰۳ |
| ۱۶۱۳۴۸ | 2003 SR103   | ۲۰ سپتامبر ۲۰۰۳ |
| ۱۶۱۳۴۹ | 2003 SJ127   | ۱۹ سپتامبر ۲۰۰۳ |
| ۱۶۱۳۵۰ | 2003 SM140   | ۱۹ سپتامبر ۲۰۰۳ |
| ۱۶۱۳۵۱ | 2003 SR140   | ۱۹ سپتامبر ۲۰۰۳ |
| ۱۶۱۳۵۲ | 2003 SY140   | ۱۹ سپتامبر ۲۰۰۳ |
| ۱۶۱۳۵۳ | 2003 SV142   | ۲۰ سپتامبر ۲۰۰۳ |
| ۱۶۱۳۵۴ | 2003 SH149   | ۱۶ سپتامبر ۲۰۰۳ |
| ۱۶۱۳۵۵ | 2003 SG152   | ۱۹ سپتامبر ۲۰۰۳ |
| ۱۶۱۳۵۶ | 2003 SS157   | ۱۹ سپتامبر ۲۰۰۳ |
| ۱۶۱۳۵۷ | 2003 SB162   | ۱۸ سپتامبر ۲۰۰۳ |
| ۱۶۱۳۵۸ | 2003 SC163   | ۱۹ سپتامبر ۲۰۰۳ |
| ۱۶۱۳۵۹ | 2003 SU164   | ۲۰ سپتامبر ۲۰۰۳ |
| ۱۶۱۳۶۰ | 2003 SR165   | ۲۰ سپتامبر ۲۰۰۳ |
| ۱۶۱۳۶۱ | 2003 SS165   | ۲۰ سپتامبر ۲۰۰۳ |
| ۱۶۱۳۶۲ | 2003 SC182   | ۲۰ سپتامبر ۲۰۰۳ |
| ۱۶۱۳۶۳ | 2003 SF192   | ۱۹ سپتامبر ۲۰۰۳ |
| ۱۶۱۳۶۴ | 2003 SJ198   | ۲۱ سپتامبر ۲۰۰۳ |
| ۱۶۱۳۶۵ | 2003 SD199   | ۲۱ سپتامبر ۲۰۰۳ |
| ۱۶۱۳۶۶ | 2003 SX207   | ۲۶ سپتامبر ۲۰۰۳ |
| ۱۶۱۳۶۷ | 2003 SP208   | ۲۳ سپتامبر ۲۰۰۳ |
| ۱۶۱۳۶۸ | 2003 SD226   | ۲۶ سپتامبر ۲۰۰۳ |
| ۱۶۱۳۶۹ | 2003 SK228   | ۲۸ سپتامبر ۲۰۰۳ |
| ۱۶۱۳۷۰ | 2003 SJ233   | ۲۵ سپتامبر ۲۰۰۳ |
| ۱۶۱۳۷۱ | Bertrandou   | ۲۵ سپتامبر ۲۰۰۳ |
| ۱۶۱۳۷۲ | 2003 SM247   | ۲۶ سپتامبر ۲۰۰۳ |
| ۱۶۱۳۷۳ | 2003 SN259   | ۲۸ سپتامبر ۲۰۰۳ |
| ۱۶۱۳۷۴ | 2003 SA272   | ۲۷ سپتامبر ۲۰۰۳ |
| ۱۶۱۳۷۵ | 2003 SF291   | ۲۹ سپتامبر ۲۰۰۳ |
| ۱۶۱۳۷۶ | 2003 SH291   | ۲۹ سپتامبر ۲۰۰۳ |
| ۱۶۱۳۷۷ | 2003 SX292   | ۲۶ سپتامبر ۲۰۰۳ |
| ۱۶۱۳۷۸ | 2003 ST293   | ۲۷ سپتامبر ۲۰۰۳ |
| ۱۶۱۳۷۹ | 2003 SE298   | ۱۸ سپتامبر ۲۰۰۳ |
| ۱۶۱۳۸۰ | 2003 SD304   | ۱۷ سپتامبر ۲۰۰۳ |
| ۱۶۱۳۸۱ | 2003 TH7     | ۱ اکتبر ۲۰۰۳    |
| ۱۶۱۳۸۲ | 2003 TJ11    | ۱۴ اکتبر ۲۰۰۳   |
| ۱۶۱۳۸۳ | 2003 TH15    | ۱۵ اکتبر ۲۰۰۳   |
| ۱۶۱۳۸۴ | 2003 UK25    | ۲۴ اکتبر ۲۰۰۳   |
| ۱۶۱۳۸۵ | 2003 UM27    | ۲۳ اکتبر ۲۰۰۳   |
| ۱۶۱۳۸۶ | 2003 UB28    | ۲۱ اکتبر ۲۰۰۳   |
| ۱۶۱۳۸۷ | 2003 UX40    | ۱۶ اکتبر ۲۰۰۳   |
| ۱۶۱۳۸۸ | 2003 UH62    | ۱۶ اکتبر ۲۰۰۳   |
| ۱۶۱۳۸۹ | 2003 UL78    | ۱۷ اکتبر ۲۰۰۳   |
| ۱۶۱۳۹۰ | 2003 UB81    | ۱۶ اکتبر ۲۰۰۳   |
| ۱۶۱۳۹۱ | 2003 UF97    | ۱۹ اکتبر ۲۰۰۳   |
| ۱۶۱۳۹۲ | 2003 UU116   | ۲۱ اکتبر ۲۰۰۳   |
| ۱۶۱۳۹۳ | 2003 UJ122   | ۱۹ اکتبر ۲۰۰۳   |
| ۱۶۱۳۹۴ | 2003 UL130   | ۱۸ اکتبر ۲۰۰۳   |
| ۱۶۱۳۹۵ | 2003 UM131   | ۱۹ اکتبر ۲۰۰۳   |
| ۱۶۱۳۹۶ | 2003 UR132   | ۱۹ اکتبر ۲۰۰۳   |
| ۱۶۱۳۹۷ | 2003 UU140   | ۱۶ اکتبر ۲۰۰۳   |
| ۱۶۱۳۹۸ | 2003 UY162   | ۲۱ اکتبر ۲۰۰۳   |
| ۱۶۱۳۹۹ | 2003 UB163   | ۲۱ اکتبر ۲۰۰۳   |
| ۱۶۱۴۰۰ | 2003 UV164   | ۲۱ اکتبر ۲۰۰۳   |
| ۱۶۱۴۰۱ | 2003 UT166   | ۲۱ اکتبر ۲۰۰۳   |
| ۱۶۱۴۰۲ | 2003 UP168   | ۲۲ اکتبر ۲۰۰۳   |
| ۱۶۱۴۰۳ | 2003 UH181   | ۲۱ اکتبر ۲۰۰۳   |
| ۱۶۱۴۰۴ | 2003 UD190   | ۲۲ اکتبر ۲۰۰۳   |
| ۱۶۱۴۰۵ | 2003 UF202   | ۲۱ اکتبر ۲۰۰۳   |
| ۱۶۱۴۰۶ | 2003 UJ202   | ۲۱ اکتبر ۲۰۰۳   |
| ۱۶۱۴۰۷ | 2003 UB213   | ۲۳ اکتبر ۲۰۰۳   |
| ۱۶۱۴۰۸ | 2003 UC213   | ۲۳ اکتبر ۲۰۰۳   |
| ۱۶۱۴۰۹ | 2003 UG234   | ۲۴ اکتبر ۲۰۰۳   |
| ۱۶۱۴۱۰ | 2003 UP237   | ۲۳ اکتبر ۲۰۰۳   |
| ۱۶۱۴۱۱ | 2003 UD238   | ۲۳ اکتبر ۲۰۰۳   |
| ۱۶۱۴۱۲ | 2003 UW245   | ۲۴ اکتبر ۲۰۰۳   |
| ۱۶۱۴۱۳ | 2003 UG246   | ۲۴ اکتبر ۲۰۰۳   |
| ۱۶۱۴۱۴ | 2003 UD253   | ۲۷ اکتبر ۲۰۰۳   |
| ۱۶۱۴۱۵ | 2003 UM253   | ۲۲ اکتبر ۲۰۰۳   |
| ۱۶۱۴۱۶ | 2003 UU254   | ۲۴ اکتبر ۲۰۰۳   |
| ۱۶۱۴۱۷ | 2003 UJ264   | ۲۷ اکتبر ۲۰۰۳   |
| ۱۶۱۴۱۸ | 2003 UL267   | ۲۸ اکتبر ۲۰۰۳   |
| ۱۶۱۴۱۹ | 2003 UL276   | ۲۹ اکتبر ۲۰۰۳   |
| ۱۶۱۴۲۰ | 2003 UM276   | ۲۹ اکتبر ۲۰۰۳   |
| ۱۶۱۴۲۱ | 2003 WC6     | ۱۸ نوامبر ۲۰۰۳  |
| ۱۶۱۴۲۲ | 2003 WK17    | ۱۸ نوامبر ۲۰۰۳  |
| ۱۶۱۴۲۳ | 2003 WE26    | ۱۸ نوامبر ۲۰۰۳  |
| ۱۶۱۴۲۴ | 2003 WC39    | ۱۹ نوامبر ۲۰۰۳  |
| ۱۶۱۴۲۵ | 2003 WC41    | ۱۹ نوامبر ۲۰۰۳  |
| ۱۶۱۴۲۶ | 2003 WN42    | ۱۹ نوامبر ۲۰۰۳  |
| ۱۶۱۴۲۷ | 2003 WC55    | ۲۰ نوامبر ۲۰۰۳  |
| ۱۶۱۴۲۸ | 2003 WD57    | ۱۸ نوامبر ۲۰۰۳  |
| ۱۶۱۴۲۹ | 2003 WY72    | ۲۰ نوامبر ۲۰۰۳  |
| ۱۶۱۴۳۰ | 2003 WP81    | ۱۸ نوامبر ۲۰۰۳  |
| ۱۶۱۴۳۱ | 2003 WG83    | ۲۰ نوامبر ۲۰۰۳  |
| ۱۶۱۴۳۲ | 2003 WN83    | ۲۰ نوامبر ۲۰۰۳  |
| ۱۶۱۴۳۳ | 2003 WY100   | ۲۱ نوامبر ۲۰۰۳  |
| ۱۶۱۴۳۴ | 2003 WT133   | ۲۱ نوامبر ۲۰۰۳  |
| ۱۶۱۴۳۵ | 2003 WB150   | ۲۴ نوامبر ۲۰۰۳  |
| ۱۶۱۴۳۶ | 2003 WL159   | ۲۹ نوامبر ۲۰۰۳  |
| ۱۶۱۴۳۷ | 2003 WJ170   | ۲۰ نوامبر ۲۰۰۳  |
| ۱۶۱۴۳۸ | 2003 WY170   | ۲۱ نوامبر ۲۰۰۳  |
| ۱۶۱۴۳۹ | 2003 WM171   | ۲۳ نوامبر ۲۰۰۳  |
| ۱۶۱۴۴۰ | 2003 WA172   | ۲۹ نوامبر ۲۰۰۳  |
| ۱۶۱۴۴۱ | 2003 XV9     | ۴ دسامبر ۲۰۰۳   |
| ۱۶۱۴۴۲ | 2003 YU14    | ۱۷ دسامبر ۲۰۰۳  |
| ۱۶۱۴۴۳ | 2003 YK26    | ۱۸ دسامبر ۲۰۰۳  |
| ۱۶۱۴۴۴ | 2003 YX32    | ۱۶ دسامبر ۲۰۰۳  |
| ۱۶۱۴۴۵ | 2003 YN45    | ۱۷ دسامبر ۲۰۰۳  |
| ۱۶۱۴۴۶ | 2003 YM46    | ۱۷ دسامبر ۲۰۰۳  |
| ۱۶۱۴۴۷ | 2003 YF47    | ۱۷ دسامبر ۲۰۰۳  |
| ۱۶۱۴۴۸ | 2003 YK63    | ۱۹ دسامبر ۲۰۰۳  |
| ۱۶۱۴۴۹ | 2003 YX91    | ۲۱ دسامبر ۲۰۰۳  |
| ۱۶۱۴۵۰ | 2003 YK103   | ۲۰ دسامبر ۲۰۰۳  |
| ۱۶۱۴۵۱ | 2003 YM119   | ۲۷ دسامبر ۲۰۰۳  |
| ۱۶۱۴۵۲ | 2003 YJ139   | ۲۸ دسامبر ۲۰۰۳  |
| ۱۶۱۴۵۳ | 2003 YE158   | ۱۷ دسامبر ۲۰۰۳  |
| ۱۶۱۴۵۴ | 2003 YD180   | ۱۸ دسامبر ۲۰۰۳  |
| ۱۶۱۴۵۴ | 2004 AR      | ۱۲ ژانویه ۲۰۰۴  |
| ۱۶۱۴۵۶ | 2004 AH26    | ۱۳ ژانویه ۲۰۰۴  |
| ۱۶۱۴۵۶ | 2004 BV      | ۱۶ ژانویه ۲۰۰۴  |
| ۱۶۱۴۵۸ | 2004 BP2     | ۱۶ ژانویه ۲۰۰۴  |
| ۱۶۱۴۵۹ | 2004 BQ22    | ۱۷ ژانویه ۲۰۰۴  |
| ۱۶۱۴۶۰ | 2004 BU44    | ۲۱ ژانویه ۲۰۰۴  |
| ۱۶۱۴۶۱ | 2004 BS56    | ۲۳ ژانویه ۲۰۰۴  |
| ۱۶۱۴۶۲ | 2004 BE116   | ۲۶ ژانویه ۲۰۰۴  |
| ۱۶۱۴۶۳ | 2004 CY1     | ۱۲ فوریه ۲۰۰۴   |
| ۱۶۱۴۶۴ | 2004 CE35    | ۱۰ فوریه ۲۰۰۴   |
| ۱۶۱۴۶۵ | 2004 CY70    | ۱۲ فوریه ۲۰۰۴   |
| ۱۶۱۴۶۶ | 2004 CA83    | ۱۲ فوریه ۲۰۰۴   |
| ۱۶۱۴۶۷ | 2004 DY17    | ۱۸ فوریه ۲۰۰۴   |
| ۱۶۱۴۶۸ | 2004 DE31    | ۱۷ فوریه ۲۰۰۴   |
| ۱۶۱۴۶۹ | 2004 EC79    | ۱۵ مارس ۲۰۰۴    |
| ۱۶۱۴۷۰ | 2004 EV80    | ۱۵ مارس ۲۰۰۴    |
| ۱۶۱۴۷۱ | 2004 FE12    | ۱۶ مارس ۲۰۰۴    |
| ۱۶۱۴۷۲ | 2004 FG20    | ۱۶ مارس ۲۰۰۴    |
| ۱۶۱۴۷۳ | 2004 FC40    | ۱۸ مارس ۲۰۰۴    |
| ۱۶۱۴۷۴ | 2004 FE40    | ۱۸ مارس ۲۰۰۴    |
| ۱۶۱۴۷۵ | 2004 FY92    | ۱۹ مارس ۲۰۰۴    |
| ۱۶۱۴۷۶ | 2004 FS96    | ۲۳ مارس ۲۰۰۴    |
| ۱۶۱۴۷۷ | 2004 FJ160   | ۱۸ مارس ۲۰۰۴    |
| ۱۶۱۴۷۸ | 2004 GX25    | ۱۴ آوریل ۲۰۰۴   |
| ۱۶۱۴۷۹ | 2004 GU27    | ۱۵ آوریل ۲۰۰۴   |
| ۱۶۱۴۸۰ | 2004 GX38    | ۱۵ آوریل ۲۰۰۴   |
| ۱۶۱۴۸۱ | 2004 GQ60    | ۱۴ آوریل ۲۰۰۴   |
| ۱۶۱۴۸۲ | 2004 GL61    | ۱۳ آوریل ۲۰۰۴   |
| ۱۶۱۴۸۳ | 2004 GA87    | ۱۴ آوریل ۲۰۰۴   |
| ۱۶۱۴۸۴ | 2004 HU42    | ۲۰ آوریل ۲۰۰۴   |
| ۱۶۱۴۸۵ | 2004 HZ47    | ۲۲ آوریل ۲۰۰۴   |
| ۱۶۱۴۸۶ | 2004 HE52    | ۲۴ آوریل ۲۰۰۴   |
| ۱۶۱۴۸۷ | 2004 JO15    | ۱۰ مه ۲۰۰۴      |
| ۱۶۱۴۸۸ | 2004 JC18    | ۱۳ مه ۲۰۰۴      |
| ۱۶۱۴۸۹ | 2004 KN6     | ۱۸ مه ۲۰۰۴      |
| ۱۶۱۴۹۰ | 2004 KY7     | ۱۹ مه ۲۰۰۴      |
| ۱۶۱۴۹۱ | 2004 KJ10    | ۲۰ مه ۲۰۰۴      |
| ۱۶۱۴۹۲ | 2004 LG2     | ۱۰ ژوئن ۲۰۰۴    |
| ۱۶۱۴۹۳ | 2004 LL6     | ۹ ژوئن ۲۰۰۴     |
| ۱۶۱۴۹۴ | 2004 LN14    | ۱۱ ژوئن ۲۰۰۴    |
| ۱۶۱۴۹۵ | 2004 MA1     | ۱۶ ژوئن ۲۰۰۴    |
| ۱۶۱۴۹۵ | 2004 NY      | ۷ ژوئیه ۲۰۰۴    |
| ۱۶۱۴۹۷ | 2004 NY32    | ۱۱ ژوئیه ۲۰۰۴   |
| ۱۶۱۴۹۸ | 2004 PT69    | ۷ اوت ۲۰۰۴      |
| ۱۶۱۴۹۹ | 2004 PE82    | ۱۰ اوت ۲۰۰۴     |
| ۱۶۱۵۰۰ | 2004 RW13    | ۶ سپتامبر ۲۰۰۴  |
| ۱۶۱۵۰۱ | 2004 RV19    | ۷ سپتامبر ۲۰۰۴  |
| ۱۶۱۵۰۲ | 2004 RP26    | ۶ سپتامبر ۲۰۰۴  |
| ۱۶۱۵۰۳ | 2004 RD45    | ۸ سپتامبر ۲۰۰۴  |
| ۱۶۱۵۰۴ | 2004 RD54    | ۸ سپتامبر ۲۰۰۴  |
| ۱۶۱۵۰۵ | 2004 RU68    | ۸ سپتامبر ۲۰۰۴  |
| ۱۶۱۵۰۶ | 2004 RR79    | ۸ سپتامبر ۲۰۰۴  |
| ۱۶۱۵۰۷ | 2004 RU82    | ۹ سپتامبر ۲۰۰۴  |
| ۱۶۱۵۰۸ | 2004 RW88    | ۸ سپتامبر ۲۰۰۴  |
| ۱۶۱۵۰۹ | 2004 RB99    | ۸ سپتامبر ۲۰۰۴  |
| ۱۶۱۵۱۰ | 2004 RA150   | ۹ سپتامبر ۲۰۰۴  |
| ۱۶۱۵۱۱ | 2004 RP179   | ۱۰ سپتامبر ۲۰۰۴ |
| ۱۶۱۵۱۲ | 2004 RD190   | ۱۰ سپتامبر ۲۰۰۴ |
| ۱۶۱۵۱۳ | 2004 RK195   | ۱۰ سپتامبر ۲۰۰۴ |
| ۱۶۱۵۱۴ | 2004 RE288   | ۱۵ سپتامبر ۲۰۰۴ |
| ۱۶۱۵۱۵ | 2004 RO291   | ۱۰ سپتامبر ۲۰۰۴ |
| ۱۶۱۵۱۶ | 2004 RR326   | ۱۳ سپتامبر ۲۰۰۴ |
| ۱۶۱۵۱۷ | 2004 RZ328   | ۱۵ سپتامبر ۲۰۰۴ |
| ۱۶۱۵۱۸ | 2004 RK334   | ۱۵ سپتامبر ۲۰۰۴ |
| ۱۶۱۵۱۹ | 2004 SQ11    | ۱۶ سپتامبر ۲۰۰۴ |
| ۱۶۱۵۲۰ | 2004 SO32    | ۱۷ سپتامبر ۲۰۰۴ |
| ۱۶۱۵۲۱ | 2004 SG51    | ۲۲ سپتامبر ۲۰۰۴ |
| ۱۶۱۵۲۲ | 2004 SO57    | ۱۶ سپتامبر ۲۰۰۴ |
| ۱۶۱۵۲۳ | 2004 SQ60    | ۱۷ سپتامبر ۲۰۰۴ |
| ۱۶۱۵۲۴ | 2004 TU16    | ۸ اکتبر ۲۰۰۴    |
| ۱۶۱۵۲۵ | 2004 TH44    | ۴ اکتبر ۲۰۰۴    |
| ۱۶۱۵۲۶ | 2004 TF106   | ۷ اکتبر ۲۰۰۴    |
| ۱۶۱۵۲۷ | 2004 TG124   | ۷ اکتبر ۲۰۰۴    |
| ۱۶۱۵۲۸ | 2004 TE133   | ۷ اکتبر ۲۰۰۴    |
| ۱۶۱۵۲۹ | 2004 TR179   | ۷ اکتبر ۲۰۰۴    |
| ۱۶۱۵۳۰ | 2004 TQ293   | ۱۰ اکتبر ۲۰۰۴   |
| ۱۶۱۵۳۱ | 2004 TA296   | ۱۰ اکتبر ۲۰۰۴   |
| ۱۶۱۵۳۲ | 2004 TN342   | ۱۳ اکتبر ۲۰۰۴   |
| ۱۶۱۵۳۳ | 2004 TF345   | ۱۵ اکتبر ۲۰۰۴   |
| ۱۶۱۵۳۴ | 2004 TZ359   | ۹ اکتبر ۲۰۰۴    |
| ۱۶۱۵۳۵ | 2004 VR9     | ۳ نوامبر ۲۰۰۴   |
| ۱۶۱۵۳۶ | 2004 VA16    | ۳ نوامبر ۲۰۰۴   |
| ۱۶۱۵۳۷ | 2004 VA24    | ۴ نوامبر ۲۰۰۴   |
| ۱۶۱۵۳۸ | 2004 VP26    | ۴ نوامبر ۲۰۰۴   |
| ۱۶۱۵۳۹ | 2004 VQ57    | ۵ نوامبر ۲۰۰۴   |
| ۱۶۱۵۴۰ | 2004 VP77    | ۱۲ نوامبر ۲۰۰۴  |
| ۱۶۱۵۴۱ | 2004 VJ81    | ۴ نوامبر ۲۰۰۴   |
| ۱۶۱۵۴۲ | 2004 WF3     | ۱۷ نوامبر ۲۰۰۴  |
| ۱۶۱۵۴۳ | 2004 WH10    | ۱۹ نوامبر ۲۰۰۴  |
| ۱۶۱۵۴۴ | 2004 XQ13    | ۸ دسامبر ۲۰۰۴   |
| ۱۶۱۵۴۵ | Ferrando     | ۱۰ دسامبر ۲۰۰۴  |
| ۱۶۱۵۴۶ | Schneeweis   | ۱۰ دسامبر ۲۰۰۴  |
| ۱۶۱۵۴۷ | 2004 XS29    | ۱۰ دسامبر ۲۰۰۴  |
| ۱۶۱۵۴۸ | 2004 XL49    | ۱۲ دسامبر ۲۰۰۴  |
| ۱۶۱۵۴۹ | 2004 XN49    | ۱۲ دسامبر ۲۰۰۴  |
| ۱۶۱۵۵۰ | 2004 XS54    | ۱۰ دسامبر ۲۰۰۴  |
| ۱۶۱۵۵۱ | 2004 XO72    | ۱۴ دسامبر ۲۰۰۴  |
| ۱۶۱۵۵۲ | 2004 XT80    | ۱۰ دسامبر ۲۰۰۴  |
| ۱۶۱۵۵۳ | 2004 XV102   | ۱۴ دسامبر ۲۰۰۴  |
| ۱۶۱۵۵۴ | 2004 XO121   | ۱۴ دسامبر ۲۰۰۴  |
| ۱۶۱۵۵۵ | 2004 XX121   | ۱۵ دسامبر ۲۰۰۴  |
| ۱۶۱۵۵۶ | 2004 XZ146   | ۱۵ دسامبر ۲۰۰۴  |
| ۱۶۱۵۵۷ | 2004 YF6     | ۱۶ دسامبر ۲۰۰۴  |
| ۱۶۱۵۵۸ | 2004 YF17    | ۱۸ دسامبر ۲۰۰۴  |
| ۱۶۱۵۵۹ | 2004 YO21    | ۱۸ دسامبر ۲۰۰۴  |
| ۱۶۱۵۶۰ | 2004 YW34    | ۱۸ دسامبر ۲۰۰۴  |
| ۱۶۱۵۶۱ | 2005 AR7     | ۶ ژانویه ۲۰۰۵   |
| ۱۶۱۵۶۲ | 2005 AU10    | ۶ ژانویه ۲۰۰۵   |
| ۱۶۱۵۶۳ | 2005 AB17    | ۶ ژانویه ۲۰۰۵   |
| ۱۶۱۵۶۴ | 2005 AF35    | ۱۳ ژانویه ۲۰۰۵  |
| ۱۶۱۵۶۵ | 2005 AD62    | ۱۵ ژانویه ۲۰۰۵  |
| ۱۶۱۵۶۶ | 2005 AH64    | ۱۳ ژانویه ۲۰۰۵  |
| ۱۶۱۵۶۶ | 2005 BX      | ۱۶ ژانویه ۲۰۰۵  |
| ۱۶۱۵۶۸ | 2005 BC2     | ۱۷ ژانویه ۲۰۰۵  |
| ۱۶۱۵۶۹ | 2005 BH17    | ۱۶ ژانویه ۲۰۰۵  |
| ۱۶۱۵۷۰ | 2005 BR23    | ۱۷ ژانویه ۲۰۰۵  |
| ۱۶۱۵۷۱ | 2005 CB6     | ۱ فوریه ۲۰۰۵    |
| ۱۶۱۵۷۲ | 2005 CP50    | ۲ فوریه ۲۰۰۵    |
| ۱۶۱۵۷۳ | 2005 CX57    | ۲ فوریه ۲۰۰۵    |
| ۱۶۱۵۷۳ | 2005 DS      | ۲۸ فوریه ۲۰۰۵   |
| ۱۶۱۵۷۵ | 2005 EZ10    | ۲ مارس ۲۰۰۵     |
| ۱۶۱۵۷۶ | 2005 EY47    | ۳ مارس ۲۰۰۵     |
| ۱۶۱۵۷۷ | 2005 EK72    | ۲ مارس ۲۰۰۵     |
| ۱۶۱۵۷۸ | 2005 EL85    | ۴ مارس ۲۰۰۵     |
| ۱۶۱۵۷۹ | 2005 EH121   | ۸ مارس ۲۰۰۵     |
| ۱۶۱۵۸۰ | 2005 EV122   | ۸ مارس ۲۰۰۵     |
| ۱۶۱۵۸۱ | 2005 EA204   | ۱۱ مارس ۲۰۰۵    |
| ۱۶۱۵۸۲ | 2005 ET219   | ۱۰ مارس ۲۰۰۵    |
| ۱۶۱۵۸۳ | 2005 GZ119   | ۶ آوریل ۲۰۰۵    |
| ۱۶۱۵۸۴ | 2005 GN123   | ۷ آوریل ۲۰۰۵    |
| ۱۶۱۵۸۵ | 2005 GN184   | ۱۰ آوریل ۲۰۰۵   |
| ۱۶۱۵۸۶ | 2005 JO88    | ۱۰ مه ۲۰۰۵      |
| ۱۶۱۵۸۷ | 2005 LC7     | ۱ ژوئن ۲۰۰۵     |
| ۱۶۱۵۸۸ | 2005 LE30    | ۱۲ ژوئن ۲۰۰۵    |
| ۱۶۱۵۸۹ | 2005 MF49    | ۲۹ ژوئن ۲۰۰۵    |
| ۱۶۱۵۹۰ | 2005 NO49    | ۸ ژوئیه ۲۰۰۵    |
| ۱۶۱۵۹۱ | 2005 OG14    | ۳۱ ژوئیه ۲۰۰۵   |
| ۱۶۱۵۹۲ | 2005 PN24    | ۱۰ اوت ۲۰۰۵     |
| ۱۶۱۵۹۳ | 2005 QE28    | ۲۸ اوت ۲۰۰۵     |
| ۱۶۱۵۹۴ | 2005 QR171   | ۲۹ اوت ۲۰۰۵     |
| ۱۶۱۵۹۵ | 2005 SK19    | ۲۵ سپتامبر ۲۰۰۵ |
| ۱۶۱۵۹۶ | 2005 SK79    | ۲۴ سپتامبر ۲۰۰۵ |
| ۱۶۱۵۹۷ | 2005 SR85    | ۲۴ سپتامبر ۲۰۰۵ |
| ۱۶۱۵۹۸ | 2005 SF129   | ۲۹ سپتامبر ۲۰۰۵ |
| ۱۶۱۵۹۹ | 2005 SB153   | ۲۵ سپتامبر ۲۰۰۵ |
| ۱۶۱۶۰۰ | 2005 TE28    | ۱ اکتبر ۲۰۰۵    |
| ۱۶۱۶۰۱ | 2005 TU75    | ۳ اکتبر ۲۰۰۵    |
| ۱۶۱۶۰۲ | 2005 TQ129   | ۷ اکتبر ۲۰۰۵    |
| ۱۶۱۶۰۳ | 2005 TY166   | ۹ اکتبر ۲۰۰۵    |
| ۱۶۱۶۰۴ | 2005 TU174   | ۱ اکتبر ۲۰۰۵    |
| ۱۶۱۶۰۵ | 2005 TR191   | ۱ اکتبر ۲۰۰۵    |
| ۱۶۱۶۰۶ | 2005 UR38    | ۲۴ اکتبر ۲۰۰۵   |
| ۱۶۱۶۰۷ | 2005 UW54    | ۲۳ اکتبر ۲۰۰۵   |
| ۱۶۱۶۰۸ | 2005 UZ68    | ۲۳ اکتبر ۲۰۰۵   |
| ۱۶۱۶۰۹ | 2005 UA83    | ۲۲ اکتبر ۲۰۰۵   |
| ۱۶۱۶۱۰ | 2005 UN88    | ۲۲ اکتبر ۲۰۰۵   |
| ۱۶۱۶۱۱ | 2005 UR110   | ۲۲ اکتبر ۲۰۰۵   |
| ۱۶۱۶۱۲ | 2005 UQ127   | ۲۴ اکتبر ۲۰۰۵   |
| ۱۶۱۶۱۳ | 2005 UE274   | ۲۴ اکتبر ۲۰۰۵   |
| ۱۶۱۶۱۴ | 2005 UG427   | ۲۸ اکتبر ۲۰۰۵   |
| ۱۶۱۶۱۵ | 2005 UQ440   | ۲۹ اکتبر ۲۰۰۵   |
| ۱۶۱۶۱۶ | 2005 UB497   | ۲۷ اکتبر ۲۰۰۵   |
| ۱۶۱۶۱۷ | 2005 UJ513   | ۲۳ اکتبر ۲۰۰۵   |
| ۱۶۱۶۱۸ | 2005 VH117   | ۱۱ نوامبر ۲۰۰۵  |
| ۱۶۱۶۱۹ | 2005 VH120   | ۵ نوامبر ۲۰۰۵   |
| ۱۶۱۶۲۰ | 2005 WV57    | ۲۵ نوامبر ۲۰۰۵  |
| ۱۶۱۶۲۱ | 2005 WM92    | ۲۵ نوامبر ۲۰۰۵  |
| ۱۶۱۶۲۲ | 2005 WM115   | ۲۹ نوامبر ۲۰۰۵  |
| ۱۶۱۶۲۳ | 2005 WF158   | ۲۶ نوامبر ۲۰۰۵  |
| ۱۶۱۶۲۴ | 2005 WB202   | ۲۹ نوامبر ۲۰۰۵  |
| ۱۶۱۶۲۵ | 2005 YJ7     | ۲۲ دسامبر ۲۰۰۵  |
| ۱۶۱۶۲۶ | 2005 YD8     | ۲۲ دسامبر ۲۰۰۵  |
| ۱۶۱۶۲۷ | 2005 YH8     | ۲۲ دسامبر ۲۰۰۵  |
| ۱۶۱۶۲۸ | 2005 YW29    | ۲۵ دسامبر ۲۰۰۵  |
| ۱۶۱۶۲۹ | 2005 YL47    | ۲۵ دسامبر ۲۰۰۵  |
| ۱۶۱۶۳۰ | 2005 YP93    | ۲۷ دسامبر ۲۰۰۵  |
| ۱۶۱۶۳۱ | 2005 YS130   | ۲۵ دسامبر ۲۰۰۵  |
| ۱۶۱۶۳۲ | 2005 YB244   | ۳۰ دسامبر ۲۰۰۵  |
| ۱۶۱۶۳۳ | 2005 YL247   | ۳۰ دسامبر ۲۰۰۵  |
| ۱۶۱۶۳۴ | 2005 YN277   | ۲۵ دسامبر ۲۰۰۵  |
| ۱۶۱۶۳۵ | 2005 YU290   | ۲۵ دسامبر ۲۰۰۵  |
| ۱۶۱۶۳۶ | 2006 AR50    | ۵ ژانویه ۲۰۰۶   |
| ۱۶۱۶۳۷ | 2006 AM58    | ۸ ژانویه ۲۰۰۶   |
| ۱۶۱۶۳۸ | 2006 AA68    | ۵ ژانویه ۲۰۰۶   |
| ۱۶۱۶۳۹ | 2006 AS78    | ۴ ژانویه ۲۰۰۶   |
| ۱۶۱۶۴۰ | 2006 BJ5     | ۲۱ ژانویه ۲۰۰۶  |
| ۱۶۱۶۴۱ | 2006 BE11    | ۲۰ ژانویه ۲۰۰۶  |
| ۱۶۱۶۴۲ | 2006 BZ21    | ۲۲ ژانویه ۲۰۰۶  |
| ۱۶۱۶۴۳ | 2006 BS25    | ۲۳ ژانویه ۲۰۰۶  |
| ۱۶۱۶۴۴ | 2006 BC30    | ۲۰ ژانویه ۲۰۰۶  |
| ۱۶۱۶۴۵ | 2006 BO40    | ۲۱ ژانویه ۲۰۰۶  |
| ۱۶۱۶۴۶ | 2006 BL56    | ۲۱ ژانویه ۲۰۰۶  |
| ۱۶۱۶۴۷ | 2006 BO69    | ۲۳ ژانویه ۲۰۰۶  |
| ۱۶۱۶۴۸ | 2006 BH87    | ۲۵ ژانویه ۲۰۰۶  |
| ۱۶۱۶۴۹ | 2006 BR95    | ۲۶ ژانویه ۲۰۰۶  |
| ۱۶۱۶۵۰ | 2006 BM97    | ۲۶ ژانویه ۲۰۰۶  |
| ۱۶۱۶۵۱ | 2006 BJ175   | ۲۷ ژانویه ۲۰۰۶  |
| ۱۶۱۶۵۲ | 2006 BC181   | ۲۷ ژانویه ۲۰۰۶  |
| ۱۶۱۶۵۳ | 2006 BB206   | ۳۱ ژانویه ۲۰۰۶  |
| ۱۶۱۶۵۴ | 2006 BE211   | ۳۱ ژانویه ۲۰۰۶  |
| ۱۶۱۶۵۵ | 2006 BZ234   | ۳۱ ژانویه ۲۰۰۶  |
| ۱۶۱۶۵۶ | 2006 BG251   | ۳۱ ژانویه ۲۰۰۶  |
| ۱۶۱۶۵۷ | 2006 BM268   | ۲۷ ژانویه ۲۰۰۶  |
| ۱۶۱۶۵۸ | 2006 BS269   | ۲۸ ژانویه ۲۰۰۶  |
| ۱۶۱۶۵۹ | 2006 CB23    | ۱ فوریه ۲۰۰۶    |
| ۱۶۱۶۶۰ | 2006 CW34    | ۲ فوریه ۲۰۰۶    |
| ۱۶۱۶۶۱ | 2006 CN59    | ۶ فوریه ۲۰۰۶    |
| ۱۶۱۶۶۲ | 2006 CV59    | ۶ فوریه ۲۰۰۶    |
| ۱۶۱۶۶۳ | 2006 DM3     | ۲۰ فوریه ۲۰۰۶   |
| ۱۶۱۶۶۴ | 2006 DM16    | ۲۰ فوریه ۲۰۰۶   |
| ۱۶۱۶۶۵ | 2006 DS48    | ۲۱ فوریه ۲۰۰۶   |
| ۱۶۱۶۶۶ | 2006 DN59    | ۲۴ فوریه ۲۰۰۶   |
| ۱۶۱۶۶۷ | 2006 DD71    | ۲۱ فوریه ۲۰۰۶   |
| ۱۶۱۶۶۸ | 2006 DS79    | ۲۴ فوریه ۲۰۰۶   |
| ۱۶۱۶۶۹ | 2006 DL83    | ۲۴ فوریه ۲۰۰۶   |
| ۱۶۱۶۷۰ | 2006 DP88    | ۲۴ فوریه ۲۰۰۶   |
| ۱۶۱۶۷۱ | 2006 DT90    | ۲۴ فوریه ۲۰۰۶   |
| ۱۶۱۶۷۲ | 2006 DB107   | ۲۵ فوریه ۲۰۰۶   |
| ۱۶۱۶۷۳ | 2006 DH211   | ۲۴ فوریه ۲۰۰۶   |
| ۱۶۱۶۷۴ | 2006 EM53    | ۲ مارس ۲۰۰۶     |
| ۱۶۱۶۷۵ | 2006 FU1     | ۲۲ مارس ۲۰۰۶    |
| ۱۶۱۶۷۶ | 2006 FQ4     | ۲۳ مارس ۲۰۰۶    |
| ۱۶۱۶۷۷ | 2006 FM13    | ۲۳ مارس ۲۰۰۶    |
| ۱۶۱۶۷۸ | 2006 FK17    | ۲۳ مارس ۲۰۰۶    |
| ۱۶۱۶۷۹ | 2006 FY46    | ۲۳ مارس ۲۰۰۶    |
| ۱۶۱۶۸۰ | 2006 GD15    | ۲ آوریل ۲۰۰۶    |
| ۱۶۱۶۸۱ | 2006 GK24    | ۲ آوریل ۲۰۰۶    |
| ۱۶۱۶۸۲ | 2006 GP33    | ۷ آوریل ۲۰۰۶    |
| ۱۶۱۶۸۳ | 2006 GY42    | ۱۲ آوریل ۲۰۰۶   |
| ۱۶۱۶۸۴ | 2006 GD50    | ۸ آوریل ۲۰۰۶    |
| ۱۶۱۶۸۵ | 2006 GD52    | ۹ آوریل ۲۰۰۶    |
| ۱۶۱۶۸۶ | 2006 HX16    | ۱۹ آوریل ۲۰۰۶   |
| ۱۶۱۶۸۷ | 2006 HC17    | ۲۰ آوریل ۲۰۰۶   |
| ۱۶۱۶۸۸ | 2006 HX24    | ۲۰ آوریل ۲۰۰۶   |
| ۱۶۱۶۸۹ | 2006 HD30    | ۱۹ آوریل ۲۰۰۶   |
| ۱۶۱۶۹۰ | 2006 HF32    | ۱۹ آوریل ۲۰۰۶   |
| ۱۶۱۶۹۱ | 2006 HX41    | ۲۱ آوریل ۲۰۰۶   |
| ۱۶۱۶۹۲ | 2006 HS44    | ۲۴ آوریل ۲۰۰۶   |
| ۱۶۱۶۹۳ | Attilladanko | ۲۶ آوریل ۲۰۰۶   |
| ۱۶۱۶۹۴ | 2006 HV52    | ۱۹ آوریل ۲۰۰۶   |
| ۱۶۱۶۹۵ | 2006 HL81    | ۲۶ آوریل ۲۰۰۶   |
| ۱۶۱۶۹۶ | 2006 HR83    | ۲۶ آوریل ۲۰۰۶   |
| ۱۶۱۶۹۷ | 2006 HZ104   | ۱۹ آوریل ۲۰۰۶   |
| ۱۶۱۶۹۸ | 2006 HL120   | ۳۰ آوریل ۲۰۰۶   |
| ۱۶۱۶۹۹ | 2006 HR140   | ۲۶ آوریل ۲۰۰۶   |
| ۱۶۱۷۰۰ | 2006 JK32    | ۳ مه ۲۰۰۶       |
| ۱۶۱۷۰۱ | 2006 JW41    | ۷ مه ۲۰۰۶       |
| ۱۶۱۷۰۲ | 2006 JZ46    | ۵ مه ۲۰۰۶       |
| ۱۶۱۷۰۳ | 2006 JH52    | ۵ مه ۲۰۰۶       |
| ۱۶۱۷۰۴ | 2006 JL55    | ۱ مه ۲۰۰۶       |
| ۱۶۱۷۰۴ | 2006 KJ      | ۱۶ مه ۲۰۰۶      |
| ۱۶۱۷۰۶ | 2006 KG2     | ۱۷ مه ۲۰۰۶      |
| ۱۶۱۷۰۷ | 2006 KY2     | ۱۸ مه ۲۰۰۶      |
| ۱۶۱۷۰۸ | 2006 KX37    | ۲۴ مه ۲۰۰۶      |
| ۱۶۱۷۰۹ | 2006 KJ48    | ۲۱ مه ۲۰۰۶      |
| ۱۶۱۷۱۰ | 2006 KV75    | ۲۴ مه ۲۰۰۶      |
| ۱۶۱۷۱۱ | 2006 KU88    | ۲۶ مه ۲۰۰۶      |
| ۱۶۱۷۱۲ | 2006 KF91    | ۲۴ مه ۲۰۰۶      |
| ۱۶۱۷۱۳ | 2006 KJ109   | ۳۱ مه ۲۰۰۶      |
| ۱۶۱۷۱۳ | 2006 MH      | ۱۶ ژوئن ۲۰۰۶    |
| ۱۶۱۷۱۵ | Wenchuan     | ۲۳ ژوئن ۲۰۰۶    |
| ۱۶۱۷۱۶ | 2006 OS15    | ۲۶ ژوئیه ۲۰۰۶   |
| ۱۶۱۷۱۷ | 2006 PL23    | ۱۲ اوت ۲۰۰۶     |
| ۱۶۱۷۱۸ | 2006 QP28    | ۲۱ اوت ۲۰۰۶     |
| ۱۶۱۷۱۹ | 2006 QM123   | ۲۹ اوت ۲۰۰۶     |
| ۱۶۱۷۲۰ | 2006 QK126   | ۱۶ اوت ۲۰۰۶     |
| ۱۶۱۷۲۱ | 2006 RF11    | ۱۲ سپتامبر ۲۰۰۶ |
| ۱۶۱۷۲۲ | 2006 RH20    | ۱۵ سپتامبر ۲۰۰۶ |
| ۱۶۱۷۲۳ | 2006 RT21    | ۱۵ سپتامبر ۲۰۰۶ |
| ۱۶۱۷۲۴ | 2006 RB48    | ۱۴ سپتامبر ۲۰۰۶ |
| ۱۶۱۷۲۵ | 2006 RK48    | ۱۴ سپتامبر ۲۰۰۶ |
| ۱۶۱۷۲۶ | 2006 RB102   | ۱۵ سپتامبر ۲۰۰۶ |
| ۱۶۱۷۲۷ | 2006 SW7     | ۱۶ سپتامبر ۲۰۰۶ |
| ۱۶۱۷۲۸ | 2006 SQ20    | ۱۸ سپتامبر ۲۰۰۶ |
| ۱۶۱۷۲۹ | 2006 SZ23    | ۱۸ سپتامبر ۲۰۰۶ |
| ۱۶۱۷۳۰ | 2006 SE27    | ۱۶ سپتامبر ۲۰۰۶ |
| ۱۶۱۷۳۱ | 2006 SG36    | ۱۷ سپتامبر ۲۰۰۶ |
| ۱۶۱۷۳۲ | 2006 SV42    | ۱۸ سپتامبر ۲۰۰۶ |
| ۱۶۱۷۳۳ | 2006 ST44    | ۱۷ سپتامبر ۲۰۰۶ |
| ۱۶۱۷۳۴ | 2006 SP83    | ۱۸ سپتامبر ۲۰۰۶ |
| ۱۶۱۷۳۵ | 2006 SC87    | ۱۸ سپتامبر ۲۰۰۶ |
| ۱۶۱۷۳۶ | 2006 SA121   | ۱۸ سپتامبر ۲۰۰۶ |
| ۱۶۱۷۳۷ | 2006 SR121   | ۱۸ سپتامبر ۲۰۰۶ |
| ۱۶۱۷۳۸ | 2006 SD126   | ۲۰ سپتامبر ۲۰۰۶ |
| ۱۶۱۷۳۹ | 2006 SL126   | ۲۱ سپتامبر ۲۰۰۶ |
| ۱۶۱۷۴۰ | 2006 SE154   | ۲۰ سپتامبر ۲۰۰۶ |
| ۱۶۱۷۴۱ | 2006 SU207   | ۲۵ سپتامبر ۲۰۰۶ |
| ۱۶۱۷۴۲ | 2006 SV238   | ۲۶ سپتامبر ۲۰۰۶ |
| ۱۶۱۷۴۳ | 2006 SR253   | ۲۶ سپتامبر ۲۰۰۶ |
| ۱۶۱۷۴۴ | 2006 SK259   | ۲۶ سپتامبر ۲۰۰۶ |
| ۱۶۱۷۴۵ | 2006 SV262   | ۲۶ سپتامبر ۲۰۰۶ |
| ۱۶۱۷۴۶ | 2006 SF267   | ۲۶ سپتامبر ۲۰۰۶ |
| ۱۶۱۷۴۷ | 2006 SY272   | ۲۷ سپتامبر ۲۰۰۶ |
| ۱۶۱۷۴۸ | 2006 SR274   | ۲۷ سپتامبر ۲۰۰۶ |
| ۱۶۱۷۴۹ | 2006 ST274   | ۲۷ سپتامبر ۲۰۰۶ |
| ۱۶۱۷۵۰ | 2006 SQ285   | ۲۵ سپتامبر ۲۰۰۶ |
| ۱۶۱۷۵۱ | 2006 SU287   | ۲۲ سپتامبر ۲۰۰۶ |
| ۱۶۱۷۵۲ | 2006 SX289   | ۲۶ سپتامبر ۲۰۰۶ |
| ۱۶۱۷۵۳ | 2006 SW327   | ۲۷ سپتامبر ۲۰۰۶ |
| ۱۶۱۷۵۴ | 2006 SJ354   | ۳۰ سپتامبر ۲۰۰۶ |
| ۱۶۱۷۵۵ | 2006 SQ354   | ۳۰ سپتامبر ۲۰۰۶ |
| ۱۶۱۷۵۶ | 2006 SB360   | ۳۰ سپتامبر ۲۰۰۶ |
| ۱۶۱۷۵۶ | 2006 TH      | ۲ اکتبر ۲۰۰۶    |
| ۱۶۱۷۵۸ | 2006 TL18    | ۱۱ اکتبر ۲۰۰۶   |
| ۱۶۱۷۵۹ | 2006 TO20    | ۱۱ اکتبر ۲۰۰۶   |
| ۱۶۱۷۶۰ | 2006 TU25    | ۱۲ اکتبر ۲۰۰۶   |
| ۱۶۱۷۶۱ | 2006 TK26    | ۱۲ اکتبر ۲۰۰۶   |
| ۱۶۱۷۶۲ | 2006 TQ29    | ۱۲ اکتبر ۲۰۰۶   |
| ۱۶۱۷۶۳ | 2006 TO30    | ۱۲ اکتبر ۲۰۰۶   |
| ۱۶۱۷۶۴ | 2006 TV49    | ۱۲ اکتبر ۲۰۰۶   |
| ۱۶۱۷۶۵ | 2006 TH55    | ۱۲ اکتبر ۲۰۰۶   |
| ۱۶۱۷۶۶ | 2006 TC56    | ۱۳ اکتبر ۲۰۰۶   |
| ۱۶۱۷۶۷ | 2006 TW62    | ۱۰ اکتبر ۲۰۰۶   |
| ۱۶۱۷۶۸ | 2006 TA64    | ۱۰ اکتبر ۲۰۰۶   |
| ۱۶۱۷۶۹ | 2006 TP67    | ۱۱ اکتبر ۲۰۰۶   |
| ۱۶۱۷۷۰ | 2006 TK73    | ۱۱ اکتبر ۲۰۰۶   |
| ۱۶۱۷۷۱ | 2006 TY86    | ۱۳ اکتبر ۲۰۰۶   |
| ۱۶۱۷۷۲ | 2006 TG89    | ۱۳ اکتبر ۲۰۰۶   |
| ۱۶۱۷۷۳ | 2006 TG90    | ۱۳ اکتبر ۲۰۰۶   |
| ۱۶۱۷۷۴ | 2006 TU91    | ۱۳ اکتبر ۲۰۰۶   |
| ۱۶۱۷۷۵ | 2006 TG108   | ۱ اکتبر ۲۰۰۶    |
| ۱۶۱۷۷۶ | 2006 UJ7     | ۱۶ اکتبر ۲۰۰۶   |
| ۱۶۱۷۷۷ | 2006 UE11    | ۱۷ اکتبر ۲۰۰۶   |
| ۱۶۱۷۷۸ | 2006 US27    | ۱۶ اکتبر ۲۰۰۶   |
| ۱۶۱۷۷۹ | 2006 UN50    | ۱۷ اکتبر ۲۰۰۶   |
| ۱۶۱۷۸۰ | 2006 UQ70    | ۱۶ اکتبر ۲۰۰۶   |
| ۱۶۱۷۸۱ | 2006 UX108   | ۱۸ اکتبر ۲۰۰۶   |
| ۱۶۱۷۸۲ | 2006 UJ112   | ۱۹ اکتبر ۲۰۰۶   |
| ۱۶۱۷۸۳ | 2006 UB132   | ۱۹ اکتبر ۲۰۰۶   |
| ۱۶۱۷۸۴ | 2006 UZ138   | ۱۹ اکتبر ۲۰۰۶   |
| ۱۶۱۷۸۵ | 2006 UR179   | ۱۶ اکتبر ۲۰۰۶   |
| ۱۶۱۷۸۶ | 2006 UK189   | ۱۹ اکتبر ۲۰۰۶   |
| ۱۶۱۷۸۷ | 2006 UA192   | ۱۹ اکتبر ۲۰۰۶   |
| ۱۶۱۷۸۸ | 2006 UR208   | ۲۳ اکتبر ۲۰۰۶   |
| ۱۶۱۷۸۹ | 2006 UW255   | ۲۷ اکتبر ۲۰۰۶   |
| ۱۶۱۷۹۰ | 2006 UK261   | ۲۸ اکتبر ۲۰۰۶   |
| ۱۶۱۷۹۱ | 2006 UM261   | ۲۸ اکتبر ۲۰۰۶   |
| ۱۶۱۷۹۲ | 2006 UO274   | ۲۸ اکتبر ۲۰۰۶   |
| ۱۶۱۷۹۳ | 2006 UT286   | ۲۸ اکتبر ۲۰۰۶   |
| ۱۶۱۷۹۴ | 2006 UE287   | ۲۸ اکتبر ۲۰۰۶   |
| ۱۶۱۷۹۵ | 2006 VJ29    | ۱۰ نوامبر ۲۰۰۶  |
| ۱۶۱۷۹۶ | 2006 VT34    | ۱۱ نوامبر ۲۰۰۶  |
| ۱۶۱۷۹۷ | 2006 VL45    | ۲ نوامبر ۲۰۰۶   |
| ۱۶۱۷۹۸ | 2006 VN48    | ۱۰ نوامبر ۲۰۰۶  |
| ۱۶۱۷۹۹ | 2006 VT51    | ۱۰ نوامبر ۲۰۰۶  |
| ۱۶۱۸۰۰ | 2006 VJ63    | ۱۱ نوامبر ۲۰۰۶  |
| ۱۶۱۸۰۱ | 2006 VS64    | ۱۱ نوامبر ۲۰۰۶  |
| ۱۶۱۸۰۲ | 2006 VN75    | ۱۱ نوامبر ۲۰۰۶  |
| ۱۶۱۸۰۳ | 2006 VL85    | ۱۳ نوامبر ۲۰۰۶  |
| ۱۶۱۸۰۴ | 2006 VO87    | ۱۴ نوامبر ۲۰۰۶  |
| ۱۶۱۸۰۵ | 2006 VQ89    | ۱۴ نوامبر ۲۰۰۶  |
| ۱۶۱۸۰۶ | 2006 VZ92    | ۱۵ نوامبر ۲۰۰۶  |
| ۱۶۱۸۰۷ | 2006 VS96    | ۱۰ نوامبر ۲۰۰۶  |
| ۱۶۱۸۰۸ | 2006 VT119   | ۱۴ نوامبر ۲۰۰۶  |
| ۱۶۱۸۰۹ | 2006 VM144   | ۱۵ نوامبر ۲۰۰۶  |
| ۱۶۱۸۱۰ | 2006 VO147   | ۱۵ نوامبر ۲۰۰۶  |
| ۱۶۱۸۱۱ | 2006 VL168   | ۱۴ نوامبر ۲۰۰۶  |
| ۱۶۱۸۱۲ | 2006 WV24    | ۱۷ نوامبر ۲۰۰۶  |
| ۱۶۱۸۱۳ | 2006 WW26    | ۱۸ نوامبر ۲۰۰۶  |
| ۱۶۱۸۱۴ | 2006 WS27    | ۲۲ نوامبر ۲۰۰۶  |
| ۱۶۱۸۱۵ | 2006 WK30    | ۲۴ نوامبر ۲۰۰۶  |
| ۱۶۱۸۱۶ | 2006 WB45    | ۱۶ نوامبر ۲۰۰۶  |
| ۱۶۱۸۱۷ | 2006 WL66    | ۱۷ نوامبر ۲۰۰۶  |
| ۱۶۱۸۱۸ | 2006 WB86    | ۱۸ نوامبر ۲۰۰۶  |
| ۱۶۱۸۱۹ | 2006 WS86    | ۱۸ نوامبر ۲۰۰۶  |
| ۱۶۱۸۲۰ | 2006 WG89    | ۱۸ نوامبر ۲۰۰۶  |
| ۱۶۱۸۲۱ | 2006 WP101   | ۱۹ نوامبر ۲۰۰۶  |
| ۱۶۱۸۲۲ | 2006 WO103   | ۱۹ نوامبر ۲۰۰۶  |
| ۱۶۱۸۲۳ | 2006 WG104   | ۱۹ نوامبر ۲۰۰۶  |
| ۱۶۱۸۲۴ | 2006 WN131   | ۱۷ نوامبر ۲۰۰۶  |
| ۱۶۱۸۲۵ | 2006 WE135   | ۱۸ نوامبر ۲۰۰۶  |
| ۱۶۱۸۲۶ | 2006 WX148   | ۲۰ نوامبر ۲۰۰۶  |
| ۱۶۱۸۲۷ | 2006 WX151   | ۲۱ نوامبر ۲۰۰۶  |
| ۱۶۱۸۲۸ | 2006 WF178   | ۲۳ نوامبر ۲۰۰۶  |
| ۱۶۱۸۲۹ | 2006 XQ8     | ۹ دسامبر ۲۰۰۶   |
| ۱۶۱۸۳۰ | 2006 XZ25    | ۱۲ دسامبر ۲۰۰۶  |
| ۱۶۱۸۳۱ | 2006 XZ32    | ۱۰ دسامبر ۲۰۰۶  |
| ۱۶۱۸۳۲ | 2006 XV36    | ۱۱ دسامبر ۲۰۰۶  |
| ۱۶۱۸۳۳ | 2006 XC49    | ۱۳ دسامبر ۲۰۰۶  |
| ۱۶۱۸۳۴ | 2006 XU50    | ۱۳ دسامبر ۲۰۰۶  |
| ۱۶۱۸۳۵ | 2006 XY50    | ۱۳ دسامبر ۲۰۰۶  |
| ۱۶۱۸۳۶ | 2006 XX57    | ۱۴ دسامبر ۲۰۰۶  |
| ۱۶۱۸۳۷ | 2006 XZ63    | ۱۱ دسامبر ۲۰۰۶  |
| ۱۶۱۸۳۸ | 2006 XO66    | ۱۳ دسامبر ۲۰۰۶  |
| ۱۶۱۸۳۹ | 2006 YB7     | ۲۰ دسامبر ۲۰۰۶  |
| ۱۶۱۸۴۰ | 2006 YC16    | ۲۱ دسامبر ۲۰۰۶  |
| ۱۶۱۸۴۱ | 2006 YN18    | ۲۳ دسامبر ۲۰۰۶  |
| ۱۶۱۸۴۲ | 2007 AV7     | ۹ ژانویه ۲۰۰۷   |
| ۱۶۱۸۴۳ | 2007 AZ7     | ۹ ژانویه ۲۰۰۷   |
| ۱۶۱۸۴۴ | 2007 AZ9     | ۸ ژانویه ۲۰۰۷   |
| ۱۶۱۸۴۵ | 2007 AK18    | ۹ ژانویه ۲۰۰۷   |
| ۱۶۱۸۴۶ | 2007 AG21    | ۱۰ ژانویه ۲۰۰۷  |
| ۱۶۱۸۴۷ | 2007 AP24    | ۱۵ ژانویه ۲۰۰۷  |
| ۱۶۱۸۴۸ | 2007 AZ25    | ۱۵ ژانویه ۲۰۰۷  |
| ۱۶۱۸۴۹ | 2007 AL27    | ۱۵ ژانویه ۲۰۰۷  |
| ۱۶۱۸۵۰ | 2007 BY7     | ۲۴ ژانویه ۲۰۰۷  |
| ۱۶۱۸۵۱ | 2007 BQ8     | ۱۶ ژانویه ۲۰۰۷  |
| ۱۶۱۸۵۲ | 2007 BP18    | ۱۷ ژانویه ۲۰۰۷  |
| ۱۶۱۸۵۳ | 2007 BR19    | ۲۳ ژانویه ۲۰۰۷  |
| ۱۶۱۸۵۴ | 2007 BQ29    | ۲۴ ژانویه ۲۰۰۷  |
| ۱۶۱۸۵۵ | 2007 BH30    | ۲۴ ژانویه ۲۰۰۷  |
| ۱۶۱۸۵۶ | 2007 BL40    | ۲۴ ژانویه ۲۰۰۷  |
| ۱۶۱۸۵۷ | 2007 BU40    | ۲۴ ژانویه ۲۰۰۷  |
| ۱۶۱۸۵۸ | 2007 BD42    | ۲۴ ژانویه ۲۰۰۷  |
| ۱۶۱۸۵۹ | 2007 BN42    | ۲۴ ژانویه ۲۰۰۷  |
| ۱۶۱۸۶۰ | 2007 BP43    | ۲۴ ژانویه ۲۰۰۷  |
| ۱۶۱۸۶۱ | 2007 BX44    | ۲۵ ژانویه ۲۰۰۷  |
| ۱۶۱۸۶۲ | 2007 BJ49    | ۱۷ ژانویه ۲۰۰۷  |
| ۱۶۱۸۶۳ | 2007 BP50    | ۲۳ ژانویه ۲۰۰۷  |
| ۱۶۱۸۶۴ | 2007 BE53    | ۲۴ ژانویه ۲۰۰۷  |
| ۱۶۱۸۶۵ | 2007 BX59    | ۲۶ ژانویه ۲۰۰۷  |
| ۱۶۱۸۶۶ | 2007 BF70    | ۲۷ ژانویه ۲۰۰۷  |
| ۱۶۱۸۶۶ | 2007 CD      | ۵ فوریه ۲۰۰۷    |
| ۱۶۱۸۶۶ | 2007 CQ      | ۵ فوریه ۲۰۰۷    |
| ۱۶۱۸۶۹ | 2007 CW5     | ۸ فوریه ۲۰۰۷    |
| ۱۶۱۸۷۰ | 2007 CC7     | ۶ فوریه ۲۰۰۷    |
| ۱۶۱۸۷۱ | 2007 CE12    | ۶ فوریه ۲۰۰۷    |
| ۱۶۱۸۷۲ | 2007 CM13    | ۷ فوریه ۲۰۰۷    |
| ۱۶۱۸۷۳ | 2007 CG15    | ۷ فوریه ۲۰۰۷    |
| ۱۶۱۸۷۴ | 2007 CS22    | ۶ فوریه ۲۰۰۷    |
| ۱۶۱۸۷۵ | 2007 CK25    | ۸ فوریه ۲۰۰۷    |
| ۱۶۱۸۷۶ | 2007 CW28    | ۶ فوریه ۲۰۰۷    |
| ۱۶۱۸۷۷ | 2007 CR34    | ۶ فوریه ۲۰۰۷    |
| ۱۶۱۸۷۸ | 2007 CL36    | ۶ فوریه ۲۰۰۷    |
| ۱۶۱۸۷۹ | 2007 CT40    | ۷ فوریه ۲۰۰۷    |
| ۱۶۱۸۸۰ | 2007 CP44    | ۸ فوریه ۲۰۰۷    |
| ۱۶۱۸۸۱ | 2007 CS45    | ۸ فوریه ۲۰۰۷    |
| ۱۶۱۸۸۲ | 2007 CM46    | ۸ فوریه ۲۰۰۷    |
| ۱۶۱۸۸۳ | 2007 CU46    | ۸ فوریه ۲۰۰۷    |
| ۱۶۱۸۸۴ | 2007 CD54    | ۱۰ فوریه ۲۰۰۷   |
| ۱۶۱۸۸۵ | 2007 CF56    | ۱۵ فوریه ۲۰۰۷   |
| ۱۶۱۸۸۶ | 2007 CO58    | ۱۰ فوریه ۲۰۰۷   |
| ۱۶۱۸۸۷ | 2007 CG59    | ۱۰ فوریه ۲۰۰۷   |
| ۱۶۱۸۸۸ | 2007 CP62    | ۱۳ فوریه ۲۰۰۷   |
| ۱۶۱۸۸۹ | 2007 DP3     | ۱۶ فوریه ۲۰۰۷   |
| ۱۶۱۸۹۰ | 2007 DT3     | ۱۶ فوریه ۲۰۰۷   |
| ۱۶۱۸۹۱ | 2007 DW10    | ۱۷ فوریه ۲۰۰۷   |
| ۱۶۱۸۹۲ | 2007 DK19    | ۱۷ فوریه ۲۰۰۷   |
| ۱۶۱۸۹۳ | 2007 DJ23    | ۱۷ فوریه ۲۰۰۷   |
| ۱۶۱۸۹۴ | 2007 DZ29    | ۱۷ فوریه ۲۰۰۷   |
| ۱۶۱۸۹۵ | 2007 DV30    | ۱۷ فوریه ۲۰۰۷   |
| ۱۶۱۸۹۶ | 2007 DE34    | ۱۷ فوریه ۲۰۰۷   |
| ۱۶۱۸۹۷ | 2007 DQ41    | ۲۱ فوریه ۲۰۰۷   |
| ۱۶۱۸۹۸ | 2007 DS44    | ۱۷ فوریه ۲۰۰۷   |
| ۱۶۱۸۹۹ | 2007 DZ44    | ۱۹ فوریه ۲۰۰۷   |
| ۱۶۱۹۰۰ | 2007 DF47    | ۲۱ فوریه ۲۰۰۷   |
| ۱۶۱۹۰۱ | 2007 DD51    | ۱۷ فوریه ۲۰۰۷   |
| ۱۶۱۹۰۲ | 2007 DG52    | ۱۷ فوریه ۲۰۰۷   |
| ۱۶۱۹۰۳ | 2007 DK54    | ۲۱ فوریه ۲۰۰۷   |
| ۱۶۱۹۰۴ | 2007 DU54    | ۲۱ فوریه ۲۰۰۷   |
| ۱۶۱۹۰۵ | 2007 DN59    | ۲۲ فوریه ۲۰۰۷   |
| ۱۶۱۹۰۶ | 2007 DW59    | ۲۲ فوریه ۲۰۰۷   |
| ۱۶۱۹۰۷ | 2007 DL60    | ۲۱ فوریه ۲۰۰۷   |
| ۱۶۱۹۰۸ | 2007 DD79    | ۲۳ فوریه ۲۰۰۷   |
| ۱۶۱۹۰۹ | 2007 DO82    | ۲۳ فوریه ۲۰۰۷   |
| ۱۶۱۹۱۰ | 2007 DE86    | ۲۱ فوریه ۲۰۰۷   |
| ۱۶۱۹۱۱ | 2007 DV91    | ۲۳ فوریه ۲۰۰۷   |
| ۱۶۱۹۱۲ | 2007 DY97    | ۲۳ فوریه ۲۰۰۷   |
| ۱۶۱۹۱۲ | 2007 EA      | ۵ مارس ۲۰۰۷     |
| ۱۶۱۹۱۴ | 2007 EE9     | ۹ مارس ۲۰۰۷     |
| ۱۶۱۹۱۵ | 2007 EY24    | ۱۰ مارس ۲۰۰۷    |
| ۱۶۱۹۱۶ | 2007 EO34    | ۱۰ مارس ۲۰۰۷    |
| ۱۶۱۹۱۷ | 2007 EK36    | ۱۱ مارس ۲۰۰۷    |
| ۱۶۱۹۱۸ | 2007 EY37    | ۱۱ مارس ۲۰۰۷    |
| ۱۶۱۹۱۹ | 2007 EH48    | ۹ مارس ۲۰۰۷     |
| ۱۶۱۹۲۰ | 2007 EP51    | ۱۰ مارس ۲۰۰۷    |
| ۱۶۱۹۲۱ | 2007 EX56    | ۱۴ مارس ۲۰۰۷    |
| ۱۶۱۹۲۲ | 2007 EA57    | ۱۴ مارس ۲۰۰۷    |
| ۱۶۱۹۲۳ | 2007 EP86    | ۱۳ مارس ۲۰۰۷    |
| ۱۶۱۹۲۴ | 2007 EZ86    | ۱۳ مارس ۲۰۰۷    |
| ۱۶۱۹۲۵ | 2007 EM101   | ۱۱ مارس ۲۰۰۷    |
| ۱۶۱۹۲۶ | 2007 EX108   | ۱۱ مارس ۲۰۰۷    |
| ۱۶۱۹۲۷ | 2007 EU119   | ۱۳ مارس ۲۰۰۷    |
| ۱۶۱۹۲۸ | 2007 EB133   | ۹ مارس ۲۰۰۷     |
| ۱۶۱۹۲۹ | 2007 ET133   | ۹ مارس ۲۰۰۷     |
| ۱۶۱۹۳۰ | 2007 EG161   | ۱۴ مارس ۲۰۰۷    |
| ۱۶۱۹۳۱ | 2007 EK171   | ۱۱ مارس ۲۰۰۷    |
| ۱۶۱۹۳۲ | 2007 EU172   | ۱۴ مارس ۲۰۰۷    |
| ۱۶۱۹۳۳ | 2007 EB181   | ۱۴ مارس ۲۰۰۷    |
| ۱۶۱۹۳۴ | 2007 EJ185   | ۱۴ مارس ۲۰۰۷    |
| ۱۶۱۹۳۵ | 2007 EN199   | ۱۰ مارس ۲۰۰۷    |
| ۱۶۱۹۳۶ | 2007 FX23    | ۲۰ مارس ۲۰۰۷    |
| ۱۶۱۹۳۷ | 2007 FC34    | ۲۵ مارس ۲۰۰۷    |
| ۱۶۱۹۳۸ | 2007 FB37    | ۲۶ مارس ۲۰۰۷    |
| ۱۶۱۹۳۹ | 2007 FT38    | ۲۵ مارس ۲۰۰۷    |
| ۱۶۱۹۴۰ | 2007 FU38    | ۲۶ مارس ۲۰۰۷    |
| ۱۶۱۹۴۱ | 2007 FT43    | ۱۸ مارس ۲۰۰۷    |
| ۱۶۱۹۴۲ | 2007 GS1     | ۱۰ آوریل ۲۰۰۷   |
| ۱۶۱۹۴۳ | 2007 GF18    | ۱۱ آوریل ۲۰۰۷   |
| ۱۶۱۹۴۴ | 2007 GM20    | ۱۱ آوریل ۲۰۰۷   |
| ۱۶۱۹۴۵ | 2007 GP21    | ۱۱ آوریل ۲۰۰۷   |
| ۱۶۱۹۴۶ | 2007 GX23    | ۱۱ آوریل ۲۰۰۷   |
| ۱۶۱۹۴۷ | 2007 GD25    | ۱۲ آوریل ۲۰۰۷   |
| ۱۶۱۹۴۸ | 2007 GU29    | ۱۳ آوریل ۲۰۰۷   |
| ۱۶۱۹۴۹ | 2007 GF30    | ۱۴ آوریل ۲۰۰۷   |
| ۱۶۱۹۵۰ | 2007 GJ41    | ۱۴ آوریل ۲۰۰۷   |
| ۱۶۱۹۵۱ | 2007 GX47    | ۱۴ آوریل ۲۰۰۷   |
| ۱۶۱۹۵۲ | 2007 GA60    | ۱۵ آوریل ۲۰۰۷   |
| ۱۶۱۹۵۳ | 2007 HD17    | ۱۶ آوریل ۲۰۰۷   |
| ۱۶۱۹۵۴ | 2007 HB18    | ۱۶ آوریل ۲۰۰۷   |
| ۱۶۱۹۵۵ | 2007 HZ26    | ۱۸ آوریل ۲۰۰۷   |
| ۱۶۱۹۵۶ | 2007 HG39    | ۲۰ آوریل ۲۰۰۷   |
| ۱۶۱۹۵۷ | 2007 HR41    | ۲۰ آوریل ۲۰۰۷   |
| ۱۶۱۹۵۸ | 2007 HV46    | ۲۰ آوریل ۲۰۰۷   |
| ۱۶۱۹۵۹ | 2007 HH48    | ۲۰ آوریل ۲۰۰۷   |
| ۱۶۱۹۶۰ | 2007 HA64    | ۲۲ آوریل ۲۰۰۷   |
| ۱۶۱۹۶۱ | 2007 HO65    | ۲۲ آوریل ۲۰۰۷   |
| ۱۶۱۹۶۲ | Galchyn      | ۲۷ آوریل ۲۰۰۷   |
| ۱۶۱۹۶۳ | 2007 HU85    | ۲۴ آوریل ۲۰۰۷   |
| ۱۶۱۹۶۴ | 2007 HV85    | ۲۴ آوریل ۲۰۰۷   |
| ۱۶۱۹۶۵ | 2007 HX87    | ۲۶ آوریل ۲۰۰۷   |
| ۱۶۱۹۶۶ | 2007 JP3     | ۶ مه ۲۰۰۷       |
| ۱۶۱۹۶۷ | 2007 JE28    | ۱۰ مه ۲۰۰۷      |
| ۱۶۱۹۶۸ | 2007 JQ32    | ۱۲ مه ۲۰۰۷      |
| ۱۶۱۹۶۹ | 2007 JS32    | ۱۲ مه ۲۰۰۷      |
| ۱۶۱۹۷۰ | 2007 JW34    | ۱۰ مه ۲۰۰۷      |
| ۱۶۱۹۷۱ | 2007 JN38    | ۱۲ مه ۲۰۰۷      |
| ۱۶۱۹۷۲ | 2007 JJ40    | ۱۰ مه ۲۰۰۷      |
| ۱۶۱۹۷۳ | 2007 KJ5     | ۲۴ مه ۲۰۰۷      |
| ۱۶۱۹۷۴ | 2007 KP7     | ۱۶ مه ۲۰۰۷      |
| ۱۶۱۹۷۴ | 2007 LO      | ۸ ژوئن ۲۰۰۷     |
| ۱۶۱۹۷۶ | 2007 LY1     | ۷ ژوئن ۲۰۰۷     |
| ۱۶۱۹۷۷ | 2007 LE3     | ۸ ژوئن ۲۰۰۷     |
| ۱۶۱۹۷۸ | 2007 LU16    | ۱۰ ژوئن ۲۰۰۷    |
| ۱۶۱۹۷۹ | 2007 MU24    | ۲۳ ژوئن ۲۰۰۷    |
| ۱۶۱۹۸۰ | 2007 OR3     | ۱۸ ژوئیه ۲۰۰۷   |
| ۱۶۱۹۸۰ | 4745 P-L     | ۲۴ سپتامبر ۱۹۶۰ |
| ۱۶۱۹۸۰ | 6159 P-L     | ۲۴ سپتامبر ۱۹۶۰ |
| ۱۶۱۹۸۰ | 6236 P-L     | ۲۴ سپتامبر ۱۹۶۰ |
| ۱۶۱۹۸۰ | 6515 P-L     | ۲۴ سپتامبر ۱۹۶۰ |
| ۱۶۱۹۸۵ | 1253 T-2     | ۲۹ سپتامبر ۱۹۷۳ |
| ۱۶۱۹۸۶ | 3418 T-2     | ۳۰ سپتامبر ۱۹۷۳ |
| ۱۶۱۹۸۷ | 2026 T-3     | ۱۶ اکتبر ۱۹۷۷   |
| ۱۶۱۹۸۸ | 4069 T-3     | ۱۶ اکتبر ۱۹۷۷   |
| ۱۶۱۹۸۹ | Cacus        | ۸ فوریه ۱۹۷۸    |
| ۱۶۱۹۹۰ | 1981 EY29    | ۲ مارس ۱۹۸۱     |
| ۱۶۱۹۹۱ | 1981 EU36    | ۷ مارس ۱۹۸۱     |
| ۱۶۱۹۹۲ | 1981 EK38    | ۱ مارس ۱۹۸۱     |
| ۱۶۱۹۹۳ | 1981 EG45    | ۱ مارس ۱۹۸۱     |
| ۱۶۱۹۹۴ | 1981 EK48    | ۷ مارس ۱۹۸۱     |
| ۱۶۱۹۹۴ | 1983 LB      | ۱۳ ژوئن ۱۹۸۳    |
| ۱۶۱۹۹۶ | 1985 RH3     | ۶ سپتامبر ۱۹۸۵  |
| ۱۶۱۹۹۶ | 1987 AN      | ۱ ژانویه ۱۹۸۷   |
| ۱۶۱۹۹۶ | 1988 PA      | ۹ اوت ۱۹۸۸      |
| ۱۶۱۹۹۶ | 1989 RC      | ۵ سپتامبر ۱۹۸۹  |
| ۱۶۱۹۹۶ | 1990 OS      | ۲۱ ژوئیه ۱۹۹۰   |